# Lista disnejowskich komiksów Carla Barksa

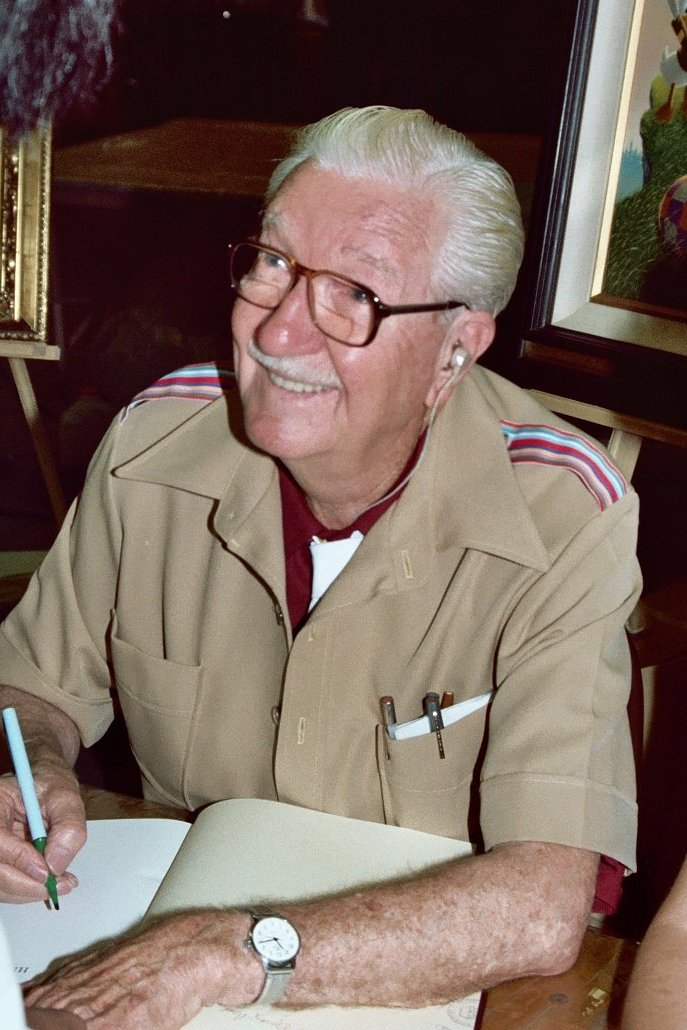
Carl Barks (1901-2000)

Carl Barks – amerykański rysownik, najsłynniejszy twórca komiksów związanych ze światem Kaczora Donalda.
Poniższa tabela przedstawia wszystkie disnejowskie komiksy Barksa posortowane według daty pierwszej publikacji.
| #   | Data    | Tytuł polski                                                      | Tytuł oryginalny                        | Strony | Główny bohater                  | Rysunki                    | Scenariusz                           | Kod          | Opis komiksu |
| --- | ------- | ----------------------------------------------------------------- | --------------------------------------- | ------ | ------------------------------- | -------------------------- | ------------------------------------ | ------------ | --- |
| 1   | 1938-05 |                                                                   | A Hole In One                           | 1      | Kaczor Donald                   | Al Taliaferro              | Carl Barks, Bob Karp                 | YD 38-05-25  | |
| 2   | 1938-06 |                                                                   | The Sheriff Goes Crabing                | 1      | Kaczor Donald                   | Al Taliaferro              | Carl Barks, Bob Karp                 | YD 38-06-10  | |
| 3   | 1938-06 |                                                                   | Anything to Oblige                      | 1      | Kaczor Donald                   | Al Taliaferro              | Carl Barks, Bob Karp                 | YD 38-06-27  | |
| 4   | 1938-07 |                                                                   | Mr. Woodpecker Goes Picketing           | 1      | Kaczor Donald                   | Al Taliaferro              | Carl Barks, Bob Karp                 | YD 38-07-02  | |
| 5   | 1938-07 |                                                                   | Out of the Frying Pant                  | 1      | Kaczor Donald                   | Al Taliaferro              | Carl Barks, Bob Karp                 | YD 38-07-06  | |
| 6   | 1938-07 |                                                                   | There’s One Born Every Minute           | 1      | Kaczor Donald                   | Al Taliaferro              | Carl Barks, Bob Karp                 | YD 38-07-25  | |
| 7   | 1938-10 |                                                                   | Donald’s Golf Game                      | 1      | Kaczor Donald                   | Al Taliaferro              | Carl Barks, Bob Karp                 | YD 38-10-25  | |
| 8   | 1938-10 |                                                                   | Donald’s Golf Game                      | 1      | Kaczor Donald                   | Al Taliaferro              | Carl Barks, Bob Karp                 | YD 38-10-27  | |
| 9   | 1938-11 | Brak tytułu                                                       | Just a Heel!                            | 1      | Kaczor Donald                   | Al Taliaferro              | Carl Barks, Bob Karp                 | YD 38-11-26  | |
| 10  | 1939-01 |                                                                   | Into the Frying Pan                     | 1      | Kaczor Donald                   | Al Taliaferro              | Carl Barks, Bob Karp                 | YD 39-01-10  | |
| 11  | 1939-02 |                                                                   | A Heavy Fall of Snow!                   | 1      | Kaczor Donald                   | Al Taliaferro              | Carl Barks, Bob Karp                 | YD 39-02-04  | |
| 12  | 1939-02 | Brak tytułu                                                       | A Groundhog Sees His Shadow             | 1      | Kaczor Donald                   | Al Taliaferro              | Carl Barks, Bob Karp                 | YD 39-02-06  | |
| 13  | 1942    |                                                                   | Pluto Saves the Ship                    | 51     | Pluto                           | (?)                        | Carl Barks, Jack Hannah, Nick George | W LFC 7-01   | |
| 14  | 1942-10 |                                                                   | Donald Duck Finds Pirate Gold           | 64     | Kaczor Donald                   | Carl Barks, Jack Hannah    | Bob Karp                             | W OS 9-02    | |
| 15  | 1943-04 |                                                                   | The Victory Garden                      | 10     | Kaczor Donald                   | Carl Barks                 | Carl Barks                           | W WDC 31-05  | |
| 16  | 1943-05 | Sposób na szczęście                                               | The Rabbit’s Foot                       | 10     | Kaczor Donald                   | Carl Barks                 | Carl Barks                           | W WDC 32-01  | |
| 17  | 1943-06 |                                                                   | Lifeguard Daze                          | 10     | Kaczor Donald                   | Carl Barks                 | Carl Barks                           | W WDC 33-01  | |
| 18  | 1943-07 | Skutki dobrych uczynków                                           | Good Deeds                              | 10     | Kaczor Donald                   | Carl Barks                 | Carl Barks                           | W WDC 34-01  | |
| 19  | 1943-08 | Szósty zmysł                                                      | The Limber W Guest Ranch                | 10     | Kaczor Donald                   | Carl Barks                 | Carl Barks                           | W WDC 35-01  | |
| 20  | 1943-09 | Pierścień mumii                                                   | The Mummy's Ring                        | 28     | Kaczor Donald                   | Carl Barks                 | Carl Barks                           | W OS 29-01   | |
| 21  | 1943-09 |                                                                   | The Hard Loser                          | 10     | Kaczor Donald                   | Carl Barks                 | Carl Barks                           | W OS 29-02   | |
| 22  | 1943-09 |                                                                   | Too Many Pets                           | 26     | Kaczor Donald                   | Carl Barks                 | Carl Barks, Merrill De Maris         | W OS 29-03   | |
| 23  | 1943-09 | Kłusownicy                                                        | The Mighty Trapper                      | 10     | Kaczor Donald                   | Carl Barks                 | Carl Barks                           | W WDC 36-01  | |
| 24  | 1943-11 | Sąsiad sąsiadowi wilkiem                                          | Good Neighbors                          | 10     | Kaczor Donald                   | Carl Barks                 | Carl Barks                           | W WDC 38-02  | |
| 25  | 1943-12 | Sztuka sprzedawania                                               | Salesman Donald                         | 10     | Kaczor Donald                   | Carl Barks                 | Carl Barks                           | W OS 39-01   | |
| 26  | 1944-01 | Zimowe zabawy                                                     | Snow Fun                                | 10     | Kaczor Donald                   | Carl Barks                 | Carl Barks                           | W WDC 40-01  | |
| 27  | 1944-02 | Pancerny kaczor                                                   | The Duck in the Iron Pants              | 10     | Kaczor Donald                   | Carl Barks                 | Carl Barks                           | W WDC 41-01  | |
| 28  | 1944-03 |                                                                   | Kite Weather                            | 7      | Kaczor Donald                   | Carl Barks                 | Carl Barks                           | W WDC 42-02  | |
| 29  | 1944-04 | Kaczor Donald i brudne kaczątka                                   | Three Dirty Little Ducks                | 10     | Kaczor Donald                   | Carl Barks                 | Carl Barks                           | W WDC 43-02  | |
| 30  | 1944-05 | Kaczor z guzem na głowie lub Szalony chemik                       | The Mad Chemist                         | 10     | Kaczor Donald                   | Carl Barks                 | Carl Barks                           | W WDC 44-02  | |
| 31  | 1944-06 | Konkurencja na wodzie                                             | Rival Boatmen                           | 10     | Kaczor Donald                   | Carl Barks                 | Carl Barks                           | W WDC 45-02  | |
| 32  | 1944-07 | Szalejący fotoreporter                                            | Camera Crazy                            | 10     | Kaczor Donald                   | Carl Barks                 | Carl Barks                           | W WDC 46-02  | |
| 33  | 1944-08 | Sokół od Zgredusa                                                 | Farragut the Falcon                     | 10     | Kaczor Donald                   | Carl Barks                 | Carl Barks                           | W WDC 47-02  | |
| 34  | 1944-09 | I wojna kitowa                                                    | The Purloined Putty                     | 10     | Kaczor Donald                   | Carl Barks                 | Carl Barks                           | W WDC 48-02  | |
| 35  | 1944-10 | Linoskoczek                                                       | High-wire Daredevils                    | 10     | Kaczor Donald                   | Carl Barks                 | Carl Barks                           | W WDC 49-02  | |
| 36  | 1944-11 | Nunizmatyczne szaleństwo                                          | Ten Cents' Worth of Trouble             | 10     | Kaczor Donald                   | Carl Barks                 | Carl Barks                           | W WDC 50-02  | |
| 37  | 1944-12 |                                                                   | Donald’s Bay Lot                        | 10     | Kaczor Donald                   | Carl Barks                 | Carl Barks                           | W WDC 51-02  | |
| 38  | 1945-01 | Zamrożone złoto                                                   | Frozen Gold                             | 24     | Kaczor Donald                   | Carl Barks                 | Carl Barks                           | W OS 62-02   | |
| 39  | 1945-01 | Stworki z bagien                                                  | Mystery of the Swamp                    | 24     | Kaczor Donald                   | Carl Barks                 | Carl Barks                           | W OS 62-03   | |
| 40  | 1945-01 | Szczurzy spryt                                                    | Thievery Afoot                          | 10     | Kaczor Donald                   | Carl Barks                 | Carl Barks                           | W WDC 52-02  | |
| 41  | 1945-02 | Morskie opowieści                                                 | The Tramp Steamer                       | 10     | Kaczor Donald                   | Carl Barks                 | Carl Barks                           | W WDC 53-02  | |
| 42  | 1945-03 | Łyżwiarstwo ekstremalne                                           | The Long Race to Pumpkinburg            | 10     | Kaczor Donald                   | Carl Barks                 | Carl Barks                           | W WDC 54-02  | |
| 43  | 1945-04 | Nikt nie rodzi się kowbojem                                       | Webfooted Wrangler                      | 10     | Kaczor Donald                   | Carl Barks                 | Carl Barks                           | W WDC 55-02  | |
| 44  | 1945-05 | Buszujący w lodówce                                               | The Icebox Robber                       | 10     | Kaczor Donald                   | Carl Barks                 | Carl Barks                           | W WDC 56-02  | |
| 45  | 1945-06 | Dzięcioł żelaznodzioby                                            | Pecking Order                           | 10     | Kaczor Donald                   | Carl Barks                 | Carl Barks                           | W WDC 57-02  | |
| 46  | 1945-07 | W wielkim kanionie                                                | Taming the Rapids                       | 8      | Kaczor Donald                   | Carl Barks                 | Carl Barks                           | W WDC 58-02  | |
| 47  | 1945-08 | Dziewczyna w czerwonym kapeluszu                                  | The Riddle of the Red Hat               | 11     | Myszka Miki                     | Carl Barks                 | Carl Barks                           | W OS 79-01   | |
| 48  | 1945-08 |                                                                   | Days at the Lazy K                      | 8      | Kaczor Donald                   | Carl Barks                 | Carl Barks                           | W WDC 59-01  | |
| 49  | 1945-09 | Chłopcy radarowcy                                                 | Eyes in the Dark                        | 10     | Kaczor Donald                   | Carl Barks                 | Carl Barks                           | W WDC 60-02  | |
| 50  | 1945-10 | Biuro śledcze lub Detektywi                                       | Thug Busters                            | 8      | Kaczor Donald                   | Carl Barks                 | Carl Barks                           | W WDC 61-02  | |
| 51  | 1945-11 | Narty wodne                                                       | The Great Ski Race                      | 10     | Kaczor Donald                   | Carl Barks                 | Carl Barks                           | W WDC 62-02  | |
| 52  | 1945-12 | Najlepsze święta w życiu                                          | Best Christmas                          | 8      | Kaczor Donald                   | Carl Barks                 | Carl Barks                           | W FGW 45-01  | |
| 53  | 1945-12 | Szczęśliwy znalazca                                               | Ten-Dollar Dither                       | 10     | Kaczor Donald                   | Carl Barks                 | Carl Barks                           | W WDC 63-02  | |
| 54  | 1946-01 | Postrach rzeki                                                    | The Terror of the River!!               | 28     | Kaczor Donald                   | Carl Barks                 | Carl Barks                           | W OS 108-01  | |
| 55  | 1946-01 | Zabawa ogniem                                                     | The Firebug                             | 13     | Kaczor Donald                   | Carl Barks, Dan Noonan (?) | Carl Barks                           | W OS 108-02  | |
| 56  | 1946-01 |                                                                   | Seals Are So Smart!                     | 10     | Kaczor Donald                   | Carl Barks                 | Carl Barks                           | W OS 108-03  | |
| 57  | 1946-01 | Noworoczne postanowienia                                          | Donald Tames His Temper                 | 10     | Kaczor Donald                   | Carl Barks                 | Carl Barks                           | W WDC 64-02  | |
| 58  | 1946-02 | Papuga z Singapuru                                                | Singapore Joe                           | 10     | Kaczor Donald                   | Carl Barks                 | Carl Barks                           | W WDC 65-02  | |
| 59  | 1946-03 | Wielkie łowy                                                      | Master Ice-Fisher                       | 10     | Kaczor Donald                   | Carl Barks                 | Carl Barks                           | W WDC 66-02  | |
| 60  | 1946-04 | Odrzutowa zabawa                                                  | Jet Rescue                              | 10     | Kaczor Donald                   | Carl Barks                 | Carl Barks                           | W WDC 67-02  | |
| 61  | 1946-05 | Sadzonki, latawce, wiatr                                          | Donald’s Monster Kite                   | 10     | Kaczor Donald                   | Carl Barks                 | Carl Barks                           | W WDC 68-02  | |
| 62  | 1946-06 | Przez muskuły do serca                                            | Biceps Blues                            | 10     | Kaczor Donald                   | Carl Barks                 | Carl Barks                           | W WDC 69-02  | |
| 63  | 1946-07 | Pies z rodowodem                                                  | The Smugsnorkle Squattie                | 10     | Kaczor Donald                   | Carl Barks                 | Carl Barks                           | W WDC 70-02  | |
| 64  | 1946-08 | Do wody na zawody                                                 | Swimming Swindlers                      | 10     | Kaczor Donald                   | Carl Barks                 | Carl Barks                           | W WDC 71-02  | |
| 65  | 1946-09 | Walka z wagarami                                                  | Playin' Hookey                          | 10     | Kaczor Donald                   | Carl Barks                 | Carl Barks                           | W WDC 72-02  | |
| 66  | 1946-10 | Gorączka złota                                                    | The Gold-Finder                         | 10     | Kaczor Donald                   | Carl Barks                 | Carl Barks                           | W WDC 73-02  | |
| 67  | 1946-11 | Postrach dłużników                                                | The Tax-Collectors                      | 10     | Kaczor Donald                   | Carl Barks                 | Carl Barks                           | W WDC 74-01  | |
| 68  | 1946-12 | Latarnicy                                                         | Santa's Stormy Visit                    | 8      | Kaczor Donald                   | Carl Barks                 | Carl Barks                           | W FGW 46-01  | |
| 69  | 1946-12 |                                                                   | Turkey Trouble                          | 10     | Kaczor Donald                   | Carl Barks                 | Carl Barks                           | W WDC 75-01  | |
| 70  | 1947    | Kacza bomba atomowa                                               | Donald Duck's Atom Bomb                 | 30     | Kaczor Donald                   | Carl Barks                 | Carl Barks                           | W CGW Y 1-01 | |
| 71  | 1947    | Maharadża Donald                                                  | Maharajah Donald                        | 28     | Kaczor Donald                   | Carl Barks                 | Carl Barks                           | W MOC 4-01   | |
| 72  | 1947    | Kłębek nerwów lub Na łonie natury                                 | The Peaceful Hills                      | 2      | Kaczor Donald                   | Carl Barks                 | Carl Barks                           | W MOC 4-02   | |
| 73  | 1947-01 | Kocia muzyka                                                      | The Cantankerous Cat                    | 10     | Kaczor Donald                   | Carl Barks                 | Carl Barks                           | W WDC 76-02  | |
| 74  | 1947-02 | Stonka z Ameryki                                                  | Going Buggy                             | 10     | Kaczor Donald                   | Carl Barks                 | Carl Barks                           | W WDC 77-02  | |
| 75  | 1947-03 | Sejf z konfiturami                                                | Jam Robbers                             | 10     | Kaczor Donald                   | Carl Barks                 | Carl Barks                           | W WDC 78-02  | |
| 76  | 1947-04 |                                                                   | Picnic Tricks                           | 10     | Kaczor Donald                   | Carl Barks                 | Carl Barks                           | W WDC 79-02  | |
| 77  | 1947-05 | W sam raz                                                         | If the Hat Fits                         | 1      | Kaczor Donald                   | Carl Barks                 | Carl Barks                           | W OS 147-01  | |
| 78  | 1947-05 |                                                                   | Volcano Valley                          | 30     | Kaczor Donald                   | Carl Barks                 | Carl Barks                           | W OS 147-02  | |
| 79  | 1947-05 | Nagroda za trudy                                                  | Donald’s Posy Patch                     | 10     | Kaczor Donald                   | Carl Barks                 | Carl Barks                           | W WDC 80-02  | |
| 80  | 1947-06 | Łowcy złota                                                       | Donald Mines His Own Business           | 10     | Kaczor Donald                   | Carl Barks                 | Carl Barks                           | W WDC 81-02  | |
| 81  | 1947-07 | Sekrety zawodowe                                                  | Magical Misery                          | 10     | Kaczor Donald                   | Carl Barks                 | Carl Barks                           | W WDC 82-02  | |
| 82  | 1947-08 |                                                                   | The Ghost of the Grotto                 | 26     | Kaczor Donald                   | Carl Barks                 | Carl Barks                           | W OS 159-01  | |
| 83  | 1947-08 |                                                                   | Adventure Down Under                    | 25     | Kaczor Donald                   | Carl Barks                 | Carl Barks                           | W OS 159-02  | |
| 84  | 1947-08 | Akwizytorom dziękujemy                                            | Vacation Time                           | 10     | Kaczor Donald                   | Carl Barks                 | Carl Barks                           | W WDC 83-02  | |
| 85  | 1947-09 | Cała sala tańczy z nami                                           | The Waltz King                          | 10     | Kaczor Donald                   | Carl Barks                 | Carl Barks                           | W WDC 84-02  | |
| 86  | 1947-10 | Kacza muzyka                                                      | The Masters of Melody                   | 10     | Kaczor Donald                   | Carl Barks                 | Carl Barks                           | W WDC 85-02  | |
| 87  | 1947-11 | Jak Donald został strażakiem lub Strażak młodszy sikawkowy        | Fireman Donald                          | 10     | Kaczor Donald                   | Carl Barks                 | Carl Barks                           | W WDC 86-02  | |
| 88  | 1947-12 | Grzeczność nie jest nauką łatwą ani małą                          | Three Good Little Ducks                 | 8      | Kaczor Donald                   | Carl Barks                 | Carl Barks                           | W FGW 47-01  | |
| 89  | 1947-12 | Samochodolot                                                      | Fashion in Flight                       | 1      | Kaczor Donald                   | Carl Barks                 | Carl Barks                           | W OS 178-01  | |
| 90  | 1947-12 | Wielka niedźwiedzica                                              | Christmas on Bear Mountain              | 20     | Kaczor Donald                   | Carl Barks                 | Carl Barks                           | W OS 178-02  | |
| 91  | 1947-12 | Żartowniś lub Kto żartem wojuje...                                | Turn for the Worse                      | 1      | Kaczor Donald                   | Carl Barks                 | Carl Barks                           | W OS 178-04  | |
| 92  | 1947-12 |                                                                   | Machine Mix-Up                          | 1      | Kaczor Donald                   | Carl Barks                 | Carl Barks                           | W OS 178-05  | |
| 93  | 1947-12 | Kaczory i indory                                                  | The Terrible Turkey                     | 10     | Kaczor Donald                   | Carl Barks                 | Carl Barks                           | W WDC 87-02  | |
| 94  | 1948    | Afryka dzika                                                      | Darkest Africa                          | 22     | Kaczor Donald                   | Carl Barks                 | Carl Barks                           | W MOC 20-01  | |
| 95  | 1948-01 | Na zakłady nie ma rady lub Kąpiel w środku zimy                   | Wintertime Wager                        | 10     | Kaczor Donald                   | Carl Barks                 | Carl Barks                           | W WDC 88-02  | |
| 96  | 1948-02 | Straż nocna lub Nocny strażnik                                    | Watching the Watchman                   | 10     | Kaczor Donald                   | Carl Barks                 | Carl Barks                           | W WDC 89-02  | |
| 97  | 1948-03 | Ludzie listy piszą                                                | Wired                                   | 10     | Kaczor Donald                   | Carl Barks                 | Carl Barks                           | W WDC 90-02  | |
| 98  | 1948-04 | Jak małpa                                                         | Going Ape                               | 10     | Kaczor Donald                   | Carl Barks                 | Carl Barks                           | W WDC 91-02  | |
| 99  | 1948-05 | Bezstresowe wychowanie lub Dzieciakom trzeba pozwalać na wszystko | Spoil the Rod                           | 10     | Kaczor Donald                   | Carl Barks                 | Carl Barks                           | W WDC 92-02  | |
| 100 | 1948-06 | Między wrony                                                      | Bird Watching                           | 1      | Kaczor Donald                   | Carl Barks                 | Carl Barks                           | W OS 189-01  | |
| 101 | 1948-06 | Tajemnica starego zamczyska                                       | The Old Castle's Secret                 | 32     | Kaczor Donald                   | Carl Barks                 | Carl Barks                           | W OS 189-02  | |
| 102 | 1948-06 | Szczęśliwa podkowa                                                | Horseshoe Luck                          | 1      | Kaczor Donald                   | Carl Barks                 | Carl Barks                           | W OS 189-03  | |
| 103 | 1948-06 | Konkurs                                                           | Bean Taken                              | 1      | Kaczor Donald                   | Carl Barks                 | Carl Barks                           | W OS 189-04  | |
| 104 | 1948-06 | Na Księżyc i z powrotem                                           | Rocket Race to the Moon                 | 10     | Kaczor Donald                   | Carl Barks                 | Carl Barks                           | W WDC 93-02  | |
| 105 | 1948-07 | Waleczny patrol lub Ku chwale Kaczogrodu                          | Donald of the Coast Guard               | 10     | Kaczor Donald                   | Carl Barks                 | Carl Barks                           | W WDC 94-02  | |
| 106 | 1948-08 | Zielona piątka lub Zrobieni na perłowo                            | Gladstone Returns                       | 10     | Kaczor Donald                   | Carl Barks                 | Carl Barks                           | W WDC 95-02  | |
| 107 | 1948-09 | Golfista jakich mało lub Mistrz golfa                             | Links Hijinks                           | 10     | Kaczor Donald                   | Carl Barks                 | Carl Barks                           | W WDC 96-02  | |
| 108 | 1948-10 |                                                                   | Sorry to be Safe                        | 1      | Kaczor Donald                   | Carl Barks                 | Carl Barks                           | W OS 199-01  | |
| 109 | 1948-10 | Kto podskoczy szeryfowi                                           | Sheriff of Bullet Valley                | 32     | Kaczor Donald                   | Carl Barks                 | Carl Barks                           | W OS 199-02  | |
| 110 | 1948-10 |                                                                   | Best Laid Plans                         | 1      | Kaczor Donald                   | Carl Barks                 | Carl Barks                           | W OS 199-03  | |
| 111 | 1948-10 |                                                                   | The Genuine Article                     | 1      | Kaczor Donald                   | Carl Barks                 | Carl Barks                           | W OS 199-04  | |
| 112 | 1948-10 | Poławiacze pereł                                                  | Pearls of Wisdom                        | 10     | Kaczor Donald                   | Carl Barks                 | Carl Barks                           | W WDC 97-02  | |
| 113 | 1948-11 | Polowanie na lisa                                                 | Foxy Relations                          | 10     | Kaczor Donald                   | Carl Barks                 | Carl Barks                           | W WDC 98-02  | |
| 114 | 1948-12 |                                                                   | Toyland                                 | 8      | Kaczor Donald                   | Carl Barks                 | Carl Barks                           | W FGW 48-01  | |
| 115 | 1948-12 |                                                                   | Jumping to Conclusions                  | 1      | Kaczor Donald                   | Carl Barks                 | Carl Barks                           | W OS 203-01  | |
| 116 | 1948-12 | Złota choinka                                                     | The Golden Christmas Tree               | 20     | Kaczor Donald                   | Carl Barks                 | Carl Barks                           | W OS 203-02  | |
| 117 | 1948-12 |                                                                   | The True Test                           | 1      | Kaczor Donald                   | Carl Barks                 | Carl Barks                           | W OS 203-04  | |
| 118 | 1948-12 | Choinka bez ozdoby                                                | Ornaments on the Way                    | 1      | Kaczor Donald                   | Carl Barks                 | Carl Barks                           | W OS 203-05  | |
| 119 | 1948-12 | Wielka beczka pieniędzy                                           | The Crazy Quiz Show                     | 10     | Kaczor Donald                   | Carl Barks                 | Carl Barks                           | W WDC 99-02  | |
| 120 | 1949    |                                                                   | Race to the South Seas                  | 22     | Kaczor Donald                   | Carl Barks                 | Carl Barks                           | W MOC 41-01  | |
| 121 | 1949-01 | Strzeż się strażnika lub Groźny woźny                             | Truant Officer Donald                   | 10     | Kaczor Donald                   | Carl Barks                 | Carl Barks                           | W WDC 100-02 | |
| 122 | 1949-02 | Koszmarne sny                                                     | DD's Worst Nightmare                    | 10     | Kaczor Donald                   | Carl Barks                 | Carl Barks                           | W WDC 101-02 | |
| 123 | 1949-03 | Koń by się uśmiał                                                 | Pizen Spring Dude Ranch                 | 10     | Kaczor Donald                   | Carl Barks                 | Carl Barks                           | W WDC 102-02 | |
| 124 | 1949-04 |                                                                   | Too Fit to Fit                          | 1      | Kaczor Donald                   | Carl Barks                 | Carl Barks                           | W OS 223-01  | |
| 125 | 1949-04 | Zagubieni w andach!                                               | Lost in the Andes!                      | 32     | Kaczor Donald                   | Carl Barks                 | Carl Barks                           | W OS 223-02  | |
| 126 | 1949-04 |                                                                   | Tunnel Vision                           | 1      | Kaczor Donald                   | Carl Barks                 | Carl Barks                           | W OS 223-03  | |
| 127 | 1949-04 |                                                                   | Sleepy Sitters                          | 1      | Kaczor Donald                   | Carl Barks                 | Carl Barks                           | W OS 223-04  | |
| 128 | 1949-04 | Poszukiwacze zaginionego rubinu                                   | Rival Beachcombers                      | 10     | Kaczor Donald                   | Carl Barks                 | Carl Barks                           | W WDC 103-02 | |
| 129 | 1949-05 | Trudno przyszło, łatwo poszło lub Co zrobić, żeby nie zarobić     | The Sunken Yacht                        | 10     | Kaczor Donald                   | Carl Barks                 | Carl Barks                           | W WDC 104-02 | |
| 130 | 1949-06 | Echo w dolinie                                                    | Managing the Echo System                | 10     | Kaczor Donald                   | Carl Barks                 | Carl Barks                           | W WDC 105-02 | |
| 131 | 1949-07 | Domowa menażeria                                                  | Plenty of Pets                          | 10     | Kaczor Donald                   | Carl Barks                 | Carl Barks                           | W WDC 106-02 | |
| 132 | 1949-08 |                                                                   | Slippery Shine                          | 1      | Kaczor Donald                   | Carl Barks                 | (?)                                  | W OS 238-01  | |
| 133 | 1949-08 |                                                                   | Voodoo Hoodoo                           | 32     | Kaczor Donald                   | Carl Barks                 | Carl Barks                           | W OS 238-02  | |
| 134 | 1949-08 | Graj, żeby przegrać!                                              | Fractious Fun                           | 1      | Kaczor Donald                   | Carl Barks                 | (?)                                  | W OS 238-03  | |
| 135 | 1949-08 | Lody w jednym waflu                                               | King-Size Cone                          | 1      | Kaczor Donald                   | Carl Barks                 | (?)                                  | W OS 238-04  | |
| 136 | 1949-08 | SUPERDONALD                                                       | Super Snooper                           | 10     | Kaczor Donald                   | Carl Barks                 | Carl Barks                           | W WDC 107-02 | |
| 137 | 1949-09 | Żabie udka                                                        | The Great Duckburg Frog-Jumping Contest | 10     | Kaczor Donald                   | Carl Barks                 | Carl Barks                           | W WDC 108-02 | |
| 138 | 1949-10 | Poszukiwacze podziemnego źródła                                   | Dowsing Ducks                           | 10     | Kaczor Donald                   | Carl Barks                 | Carl Barks                           | W WDC 109-02 | |
| 139 | 1949-11 |                                                                   | Letter To Santa                         | 24     | Kaczor Donald                   | Carl Barks                 | Carl Barks                           | W CP 1-01    | |
| 140 | 1949-11 |                                                                   | No Noise is Good Noise                  | 1      | Kaczor Donald                   | Carl Barks                 | Carl Barks                           | W CP 1-13    | |
| 141 | 1949-11 | Były sobie misie trzy                                             | The Goldilocks Gambit                   | 10     | Kaczor Donald                   | Carl Barks                 | Carl Barks                           | W WDC 110-02 | |
| 142 | 1949-12 |                                                                   | New Toys                                | 8      | Kaczor Donald                   | Carl Barks                 | Carl Barks                           | W FGW 49-01  | |
| 143 | 1949-12 | Popiół i krokiet                                                  | Toasty Toys                             | 1      | Kaczor Donald                   | Carl Barks                 | (?)                                  | W OS 256-01  | |
| 144 | 1949-12 |                                                                   | Luck of the North                       | 32     | Kaczor Donald                   | Carl Barks                 | Carl Barks                           | W OS 256-02  | |
| 145 | 1949-12 | Kacza wdzięczność                                                 | No Place to Hide                        | 1      | Kaczor Donald                   | Carl Barks                 | (?)                                  | W OS 256-03  | |
| 146 | 1949-12 |                                                                   | Tied-Down Tools                         | 1      | Kaczor Donald                   | Carl Barks                 | (?)                                  | W OS 256-04  | |
| 147 | 1949-12 | Listy miłosne                                                     | Donald’s Love Letters                   | 10     | Kaczor Donald                   | Carl Barks                 | Carl Barks                           | W WDC 111-02 | |
| 148 | 1950-01 | Czterdziestoletni sen                                             | Rip Van Donald                          | 10     | Kaczor Donald                   | Carl Barks                 | Carl Barks                           | W WDC 112-02 | |
| 149 | 1950-02 |                                                                   | Noise Nullifier                         | 1      | Kaczor Donald                   | Carl Barks                 | (?)                                  | W OS 263-01  | |
| 150 | 1950-02 |                                                                   | Land of the Totem Poles                 | 24     | Kaczor Donald                   | Carl Barks                 | Carl Barks                           | W OS 263-02  | |
| 151 | 1950-02 |                                                                   | Trail of the Unicorn                    | 24     | Kaczor Donald                   | Carl Barks                 | Carl Barks                           | W OS 263-03  | |
| 152 | 1950-02 |                                                                   | Matinee Madness                         | 1      | Kaczor Donald                   | Carl Barks                 | (?)                                  | W OS 263-04  | |
| 153 | 1950-02 |                                                                   | A Fetching Price                        | 1      | Kaczor Donald                   | Carl Barks                 | (?)                                  | W OS 263-05  | |
| 154 | 1950-03 | Najlepszy narciarz świata                                         | Serum to Codfish Cove                   | 10     | Kaczor Donald                   | Carl Barks                 | Carl Barks                           | W WDC 114-02 | |
| 155 | 1950-05 |                                                                   | In Ancient Persia                       | 24     | Kaczor Donald                   | Carl Barks                 | Carl Barks                           | W OS 275-02  | |
| 156 | 1950-06 | Dziewczyny lubią stokrotki                                        | Wild About Flowers                      | 10     | Kaczor Donald                   | Carl Barks                 | Carl Barks                           | W WDC 117-02 | |
| 157 | 1950-07 |                                                                   | The Pixilated Parrot                    | 22     | Kaczor Donald                   | Carl Barks                 | Carl Barks                           | W OS 282-02  | |
| 158 | 1950-07 | Gorące lato                                                       | Vacation Time                           | 33     | Kaczor Donald                   | Carl Barks                 | Carl Barks                           | W VP 1-01    | |
| 159 | 1950-07 | Skóra na niedźwiedziu                                             | Camp Counselor                          | 8      | Kaczor Donald                   | Carl Barks                 | (?)                                  | W VP 1-08    | |
| 160 | 1950-07 |                                                                   | Donald’s Grandma Duck                   | 14     | Babcia Kaczka                   | Carl Barks                 | (?)                                  | W VP 1-09    | |
| 161 | 1950-09 | Zaklęta klepsydra                                                 | The Magic Hourglass                     | 28     | Kaczor Donald                   | Carl Barks                 | Carl Barks                           | W OS 291-02  | |
| 162 | 1950-11 |                                                                   | You Can't Guess                         | 25     | Kaczor Donald                   | Carl Barks                 | Carl Barks                           | W CP 2-01    | |
| 163 | 1950-11 |                                                                   | Big-Top Bedlam                          | 28     | Kaczor Donald                   | Carl Barks                 | Carl Barks                           | W OS 300-02  | |
| 164 | 1951-01 | Kichać na miliardy! lub Uczulonko                                 | Billions to Sneeze At                   | 10     | Kaczor Donald                   | Carl Barks                 | Carl Barks                           | W WDC 124-02 | |
| 165 | 1951-01 |                                                                   | Dangerous Disguise                      | 28     | Kaczor Donald                   | Carl Barks                 | Carl Barks                           | W OS 308-02  | |
| 166 | 1951-02 | Bohater dnia lub Bernardyn pełnej krwi                            | Operation St. Bernard                   | 10     | Kaczor Donald                   | Carl Barks                 | Carl Barks                           | W WDC 125-02 | |
| 167 | 1951-03 |                                                                   | No Such Varmint                         | 28     | Kaczor Donald                   | Carl Barks                 | Carl Barks                           | W OS 318-02  | |
| 168 | 1951-03 | Milion dla każdego                                                | A Financial Fable                       | 10     | Kaczor Donald                   | Carl Barks                 | Carl Barks                           | W WDC 126-02 | |
| 169 | 1951-04 | Kawalarze są zmęczeni lub Prima aprilis                           | The April Foolers                       | 10     | Kaczor Donald                   | Carl Barks                 | Carl Barks                           | W WDC 127-02 | |
| 170 | 1951-05 |                                                                   | In Old California!                      | 28     | Kaczor Donald                   | Carl Barks                 | Carl Barks                           | W OS 328-02  | |
| 171 | 1951-05 | Rycerskie obyczaje                                                | Knightly Rivals                         | 10     | Kaczor Donald                   | Carl Barks                 | Carl Barks                           | W WDC 128-02 | |
| 172 | 1951-06 | Historia jednego basenu                                           | Pool Sharks                             | 10     | Kaczor Donald                   | Carl Barks                 | Carl Barks                           | W WDC 129-02 | |
| 173 | 1951-07 | Rzadkie monety                                                    | The Trouble With Dimes                  | 10     | Kaczor Donald                   | Carl Barks                 | Carl Barks                           | W WDC 130-02 | |
| 174 | 1951-08 | Prawdziwy pechowiec                                               | Gladstone’s Luck                        | 10     | Kaczor Donald                   | Carl Barks                 | Carl Barks                           | W WDC 131-02 | |
| 175 | 1951-09 | Zastęp „Zmyślnych kaczorków”                                      | Ten-Star Generals                       | 10     | Kaczor Donald                   | Carl Barks                 | Carl Barks                           | W WDC 132-02 | |
| 176 | 1951-09 |                                                                   | Attic Antics                            | 10     | Babcia Kaczka                   | Carl Barks                 | (?)                                  | W WDC 132-04 | |
| 177 | 1951-10 | Siostrzeńcy na wagarach                                           | The Truant Nephews                      | 10     | Kaczor Donald                   | Carl Barks                 | Carl Barks                           | W WDC 133-02 | |
| 178 | 1951-11 |                                                                   | (brak tytułu)                           | 1      | Kaczor Donald                   | Frank McSavage             | Carl Barks (?)                       | W OS 356-05  | |
| 179 | 1951-11 | Zmartwienie dużego kalibru                                        | Terror of the Beagle Boys               | 10     | Kaczor Donald                   | Carl Barks                 | Carl Barks                           | W WDC 134-02 | |
| 180 | 1951-12 | Zamrożony kapitał                                                 | The Big Bin on Killmotor Hill           | 10     | Kaczor Donald                   | Carl Barks                 | Carl Barks                           | W WDC 135-02 | |
| 181 | 1952-01 | Świąteczna choinka                                                | Treeing Off                             | 1      | Kaczor Donald                   | Carl Barks                 | (?)                                  | W OS 367-01  | |
| 182 | 1952-01 |                                                                   | Projecting Desires                      | 1      | Kaczor Donald                   | Carl Barks                 | (?)                                  | W OS 367-04  | |
| 183 | 1952-01 | Opowieść przedświąteczna                                          | A Christmas For Shacktown               | 32     | Kaczor Donald                   | Carl Barks                 | Carl Barks                           | W OS 367-02  | |
| 184 | 1952-01 | Świąteczny indyk                                                  | Gladstone’s Usual Very Good Year        | 10     | Kaczor Donald                   | Carl Barks                 | Carl Barks                           | W WDC 136-02 | |
| 185 | 1952-01 |                                                                   | Christmas Kiss                          | 1      | Kaczor Donald                   | Carl Barks                 | (?)                                  | W OS 367-03  | |
| 186 | 1952-02 | Łkający kowboj                                                    | The Screaming Cowboy                    | 10     | Kaczor Donald                   | Carl Barks                 | Carl Barks                           | W WDC 137-02 | |
| 187 | 1952-03 | Demonstracja gratis lub Płyn do polerowania srebra                | Osogood Silver polish                   | 1      | Sknerus McKwacz                 | Carl Barks                 | Carl Barks                           | W OS 386-01  | |
| 188 | 1952-03 | Inwestycja lub Ryzykant                                           | Soupline Eight                          | 1      | Sknerus McKwacz                 | Carl Barks                 | Carl Barks                           | W OS 386-04  | |
| 189 | 1952-03 | Pomnik Sknerusa                                                   | Statuesque Spendthrifts                 | 10     | Kaczor Donald                   | Carl Barks                 | Carl Barks                           | W WDC 138-02 | |
| 190 | 1952-03 | Biedny, stary kaczor                                              | Only A Poor Old Man                     | 32     | Sknerus McKwacz                 | Carl Barks                 | Carl Barks                           | W OS 386-02  | |
| 191 | 1952-03 | Ach, ten Sknerus!                                                 | Coffee for Two                          | 1      | Sknerus McKwacz                 | Carl Barks                 | Carl Barks                           | W OS 386-03  | |
| 192 | 1952-04 | Gołębi słuch                                                      | Rocket Wing Saves the Day               | 10     | Kaczor Donald                   | Carl Barks                 | Carl Barks                           | W WDC 139-02 | |
| 193 | 1952-05 | Szczęście Gogusia                                                 | Gladstone’s Terrible Secret             | 10     | Kaczor Donald                   | Carl Barks                 | Carl Barks                           | W WDC 140-02 | |
| 194 | 1952-06 | Nosił kaczor razy kilka...                                        | The Think Box Bollix                    | 10     | Kaczor Donald                   | Carl Barks                 | Carl Barks                           | W WDC 141-02 | |
| 195 | 1952-07 |                                                                   | Full-Service Windows                    | 1      | Kaczor Donald                   | Carl Barks                 | (?)                                  | W OS 408-01  | |
| 196 | 1952-07 | Spokojne wakacje                                                  | Houseboat Holiday                       | 10     | Kaczor Donald                   | Carl Barks                 | Carl Barks                           | W WDC 142-02 | |
| 197 | 1952-07 | Upalny dzień                                                      | Awash in Success                        | 1      | Hyzio, Dyzio i Zyzio            | Carl Barks                 | (?)                                  | W OS 408-04  | |
| 198 | 1952-07 | Złoty hełm                                                        | The Golden Helmet                       | 32     | Kaczor Donald                   | Carl Barks                 | Carl Barks                           | W OS 408-02  | |
| 199 | 1952-07 |                                                                   | Rigged-Up Roller                        | 1      | Kaczor Donald                   | Carl Barks                 | (?)                                  | W OS 408-03  | |
| 200 | 1952-08 | Diamenty pustyni                                                  | Gemstone Hunters                        | 10     | Kaczor Donald                   | Carl Barks                 | Carl Barks                           | W WDC 143-01 | |
| 201 | 1952-09 |                                                                   | Crafty Corner                           | 1      | Kaczor Donald                   | Carl Barks                 | Carl Barks                           | W OS 422-04  | |
| 202 | 1952-09 | Złoty człowiek                                                    | The Gilded Man                          | 32     | Kaczor Donald                   | Carl Barks                 | Carl Barks                           | W OS 422-02  | |
| 203 | 1952-09 | Szał konsumpcji lub Co za dużo, to niezdrowo                      | Spending Money                          | 10     | Kaczor Donald                   | Carl Barks                 | Carl Barks                           | W WDC 144-01 | |
| 204 | 1952-09 |                                                                   | Armored Rescue                          | 1      | Kaczor Donald                   | Carl Barks                 | Carl Barks                           | W OS 422-03  | |
| 205 | 1952-09 |                                                                   | Stable Prices                           | 1      | Kaczor Donald                   | Carl Barks                 | Carl Barks                           | W OS 422-01  | |
| 206 | 1952-10 | Hipnoza                                                           | The Hypno-Gun                           | 10     | Kaczor Donald                   | Carl Barks                 | Carl Barks                           | W WDC 145-01 | Siostrzeńcy bawią się zabawkowym pistoletem hipnozy. Donald myśli, że zabawka naprawdę hipnotyzuje, więc ją konfiskuje. Potem postanawia, że może zahipnotyzować wujka Sknerusa i poprosić o pieniądze. Ten jednak wykorzystuje sytuację na swoją korzyść. |
| 207 | 1952-11 | Psota to robota                                                   | A Prank Above                           | 1      | Kaczor Donald                   | Carl Barks                 | Carl Barks                           | W DD 26-01   | Donald z siostrzeńcami starają robić innym psikusy w Halloween. Jakiś nieznajomy proponuje im wciągnięcie bryczki na czyjś dach. Następnego dnia okazuje się, że nikomu nie zaszkodzili, tylko pomogli. |
| 208 | 1952-11 | Ale jaja lub Jajecznica Wielka                                    | Omelet                                  | 10     | Kaczor Donald                   | Carl Barks                 | Carl Barks                           | W WDC 146-01 | Donald przejeżdża z Daisy przez miasteczko o nazwie "Jajecznica". Opowiada jej jak kiedyś, kiedy miasteczko nazywało się jeszcze "Cudna Dolina", postanowił hodować kury dla ich jaj. Szybko jednak spowodował katastrofę, która zmieniła nazwę miasteczka. |
| 209 | 1952-11 | Mocne nerwy                                                       | Frightful Face                          | 1      | Kaczor Donald                   | Carl Barks                 | Carl Barks                           | W DD 26-04   | Daisy prosi Donalda, by przygotował ją na Halloween, bo kaczka boi się ludzi, którzy wyskakują na nią w strasznych maskach. Donald się przebiera i przygotowuje psychicznie Daisy. |
| 210 | 1952-11 | Cukierek albo psikus                                              | Trick or Treat                          | 23     | Kaczor Donald                   | Carl Barks                 | Carl Barks                           | W DD 26-02   | W kaczogrodzie nadchodzi Halloween. Donald chce by przebierańcy trzymali się jak najdalej od niego. Gdy Siostrzeńcy przychodzą do niego po cukierki daje im petardy zamiast cukierków. Wszystko to widzi wiedźma Hazel i jej miotła Belzebub, którzy postanawiają pomóc chłopcom. Rozpoczynają bitwę z Donaldem, podczas której dozwolone są czary, iluzje, oswojone ogry, połykanie kluczy, pędzle bez malarza i chodzące kaktusy. A wszystko po to, żeby zdobyć cukierki. Historia jest adaptacją o tym samym tytule. |
| 211 | 1952-11 | Nie dać się skrzatom                                              | Hobblin' Goblins                        | 9      | Kaczor Donald                   | Carl Barks                 | Carl Barks                           | W DD 26-03   | Diodak konstruuje maszynę broniącą przed szkrzatami, czyli złośliwym stworkami, utrudniającymi życie innym. Daje ją siostrzeńcom. Hyzio, Dyzio i Zyzio używają maszyny by nie tańczyć na balu z dziewczynkami. Skrzaty próbują ich wyrolować. |
| 212 | 1952-12 | Na cudzy koszt                                                    | A Charitable Chore                      | 10     | Kaczor Donald                   | Carl Barks                 | Carl Barks                           | W WDC 147-01 | Trwa Święto Dziękczynienia. Donald uczestniczy w dobroczynnej akcji i zaprasza przymierającego głodem do siebie. Tą osobą okazuje sięGoguś, który oszukał organizatorów akcji. Denerwuje Donalda, więc w końcu kaczor postanawia, że nie zaserwuje mu obiadu. |
| 213 | 1953-01 | Indyka się zachciało lub Indyczy problem                          | Turkey with All the Schemings           | 10     | Kaczor Donald                   | Carl Barks                 | Carl Barks                           | W WDC 148-01 | Donald przygotował wszystko na Święta Bożego Narodzenia. Nagle okazuje się, że lodówka świeci pustkami. Donald postanawia zdobyć pieczonego indyka. W tym celu przebiera się i idzie do wujka Sknerusa. Proponuję mu ubicie interesu u fryca, by mógł zjeść indyka za darmo. Sknerus jednak go przejrzał. |
| 214 | 1953-02 | Orzeł czy reszka lub Wyznawca rzucizmu                            | Flip Decision                           | 10     | Kaczor Donald                   | Carl Barks                 | Carl Barks                           | W WDC 149-01 | Donald słucha wykładu profesora McFioła o rzucizmie. Szybko zostaje wyznawcą tego kultu, rzekomo ułatwiającego decyzje, poprzez rzut monetą. Nie minął dzień, gdy Donald zapłacił karę za spowodowanie wypadku drogowego przez zadawanie się na monetę. Kaczor postanawia dopaść profesora McFioła. |
| 215 | 1953-03 | Tańsza taryfa                                                     | Fare Delay                              | 1      | Sknerus McKwacz                 | Carl Barks                 | Carl Barks                           | W OS 456-01  | Sknerus chce pojechać do ratusza taksówką. Zanim wsiądzie czeka jednak, aż światło się zmieni, by mógł mniej zapłacić. |
| 216 | 1953-03 | Dużo siana lub Do sukcesu trzeba windy lub Niezastąpione dolary   | The Money Ladder                        | 1      | Sknerus McKwacz                 | Carl Barks                 | Carl Barks                           | W OS 456-04  | W skarbu przepaliła się żarówka. Sknerus nie może jej wymienić, bo nie ma drabiny. Chodzi po Kaczogrodzie w poszukiwaniu sprzętu, jednak nie może znaleźć go odpowiednio tanio. Nagle wpada na lepszy pomysł, jak wymienić żarówkę za darmo. |
| 217 | 1953-03 | Powrót do Klondike                                                | Back to the Klondike                    | 27     | Sknerus McKwacz                 | Carl Barks                 | Carl Barks                           | W OS 456-02  | Sknerus ma problemy z pamięcią. Donald go namawia, by poszedł do lekarza. Gdy kaczy miliarder bierze specjalne tabletki przypomina sobie rzeczy, że swojej młodości. Na przykład to, że jego dziewczyna z czasów Klondike, tancerka Złotka O'Gilt wisi mu masę pieniędzy. Razem z rodziną wraca do miejsca, gdzie się wzbogacił w poszukiwaniu tancerki. Gdy okazuje się, że Złotka wyjechała z Dawson, Sknerus postanawia, że wyprawa nie pójdzie na marne i chce wykopać złoto, które przed laty ukrył na swojej działce w Dolinie Białej Śmierci. Gdy przybywają na miejsce odkrywają, że działkę zagarnęła jakaś staruszka z tresowanym niedźwiedziem. Sknerus rozpoczyna z nimi walkę. |
| 218 | 1953-03 | Gra w warcaby                                                     | The Checker Game                        | 1      | Sknerus McKwacz                 | Carl Barks                 | Carl Barks                           | W OS 456-05  | Sknerus gra z samym sobą w warcaby o miliard dolarów. |
| 219 | 1953-03 | Ryby, ryby wszędzie                                               | Somethin' Fishy Here                    | 5      | Sknerus McKwacz                 | Carl Barks                 | Carl Barks                           | W OS 456-03  | Sknerus spaceruje po parku w poszukiwaniu porzuconych gazet. Donald robi mu figla, wklejając fałszywe nagłówki w gazecie. Miliarder uwierzył, że nową walutą zostają ryby. W końcu uzbierał trzy akry sześcienne ryb. |
| 220 | 1953-03 | Spoza zasp i rzek lub Cierpienia młodego kaczora                  | My Lucky Valentine                      | 10     | Kaczor Donald                   | Carl Barks                 | Carl Barks                           | W WDC 150-01 | Donald został listonoszem. Musi doręczyć listy polecone przez śnieg i mróz. W pewnym momencie kaczor odkrywa, że jeden z listów to walentynka do Daisy. Donald złości się, gdy odkrywa, że napisał ją Goguś. Wyrzuca, więc list, lecz potem czuje się głupio. Postanawia zdobyć tę walentynkę. |
| 221 | 1953-04 | Barwy kampanii lub Wielka parada wielkanocna                      | The Easter Election                     | 10     | Kaczor Donald                   | Carl Barks                 | Carl Barks                           | W WDC 151-01 | Donald chce być marszałkiem podczas Wielkiej Parady Wielkanocnej. O tę samą funkcję ubiega się Goguś. Według zasad, marszałka wybiorą dzieci. Donald zaczyna walczyć z Gogusiem na cukierki, słodycze i smakołyki. Gdy szczęście Gogusia prowadzi go do wygranej, Hyzio, Dyzio i Zyzio pomagają Donaldowi. |
| 222 | 1953-05 | Psie gadanie lub Za wszelką cenę                                  | The Talking Dog                         | 10     | Kaczor Donald                   | Carl Barks                 | Carl Barks                           | W WDC 152-01 | Siostrzeńcy proszą Donalda o gadającego psa. Donald się nie zgadza, bo po pierwsze "Dobrze wiecie, że nie ma czegoś takiego jak gadający pies", a po drugie jest zbyt zajęty dostaniem się do teleturnieju. Niestety, by móc w nim wystąpić trzeba zrobić lub mieć coś wyjątkowego. Próbuje różnych sztuczek, za każdym razem zbierając cengi. Tymczasem Siostrzeńcy idą do wynalazcy Diodaka, który zezłoszczony na niewierzącego w gadające psy Donalda, daje im go za darmo. Zdziwiony Donald widzi w gadający psie szansę na dostanie się do teleturnieju. |
| 223 | 1953-06 | Wypasione robaki lub Przebiegłe przynęty                          | Worm Weary                              | 10     | Kaczor Donald                   | Carl Barks                 | Carl Barks                           | W WDC 153-01 | Donald dostaje od Diodaka specjalne robaki, które same łowią ryby i przynoszą do właściciela. Niestety robaki wymykają się spod kontroli i zaburzają równowagę gatunkową w jeziorze. Donald i inni wędkarze rozpoczynają walkę z robakami, które okazują się silniejsze niż się wydawało. |
| 224 | 1953-07 | Dom na sprzedaż                                                   | Much Ado About Quackly Hall             | 10     | Kaczor Donald                   | Carl Barks                 | Carl Barks                           | W WDC 154-01 | Donald chce sprzedać starą, zniszczoną rezydencję. Niestety Siostrzeńcy urządzili tam miejsce swoich zabaw. Gdy zjawia się kupiec, próbują zniechęcić go do zakupu, chociaż nie za bardzo im się to udaje. Próbują coraz to nowych sztuczek, lecz na koniec czeka ich niespodzianka. |
| 225 | 1953-08 | Dziedzic fortuny lub Spadkobierca Sknerusa                        | Some Heir Over the Rainbow              | 10     | Kaczor Donald                   | Carl Barks                 | Carl Barks                           | W WDC 155-01 | Sknerus zastanawia się komu przekażę swoją fortunę. Wpada na pomysł, że da Donaldowi, siostrzeńcom i Gogusiowi po tysiąc dolarów. Zostawia je tam, gdzie wydaje się kończyć tęcza. Każdy z nich próbuje teraz zamienić tysiąc, na więcej. |
| 226 | 1953-09 | Wymiana pięniędzy                                                 | The Round Money Bin                     | 10     | Sknerus McKwacz                 | Carl Barks                 | Carl Barks                           | W OS 495-03  | Braci Be zwolnili warunkowo z więzienia. Zrozpaczony Sknerus zastanawia się co robić. W końcu wymienia wszystkie swoje monety na banknoty i umieszcza je w nowym, bezpieczniejszy skarbcu. Bracia Be mają za to sprytny plan i nawet zabezpieczenia Sknerusa mu ulegają. Teraz miliarder musi odzyskać swoje pieniądze. |
| 227 | 1953-09 | Własnym sumptem                                                   | Barber College                          | 1      | Sknerus McKwacz                 | Carl Barks                 | Carl Barks                           | W OS 495-01  | Sknerus chce obciąć bokobrody i nie wydać za dużo. W końcu postanawia sam to zrobić. |
| 228 | 1953-09 | Siewca deszczu lub Deszcz pieniędzy                               | The Master Rainmaker                    | 10     | Kaczor Donald                   | Carl Barks                 | Carl Barks                           | W WDC 156-01 | Donald jest siewcą deszczu. Za pomocą ziaren deszczu zarabia na życie. Swoje zdolności wykorzystuje do przeszkodzenia pikniku Gogusia i Daisy. |
| 229 | 1953-09 | Koniec tęczy                                                      | Follow the Rainbow                      | 1      | Sknerus McKwacz                 | Carl Barks                 | (?)                                  | W OS 495-04  | Siostrzeńcy widzą tęczę. Pytają Sknerusa czy mogą wziąć wszystkie skarby z jej końca. Miliarder zgadza się, lecz potem zmienia zdanie widząc, że tęcza wydaje się kończyć przy jego skarbcu. |
| 230 | 1953-09 | Do chrzanu                                                        | The Horseradish Story                   | 22     | Sknerus McKwacz                 | Carl Barks                 | Carl Barks                           | W OS 495-02  | |
| 231 | 1953-09 | Dokarmianie zwierząt                                              | Itching to Share                        | 1      | Sknerus McKwacz                 | Carl Barks                 | (?)                                  | W OS 495-05  | |
| 232 | 1953-10 | (Nie) wszystko można kupić lub Pożytek z forsy                    | The Money Stairs                        | 10     | Kaczor Donald                   | Carl Barks                 | Carl Barks                           | W WDC 157-01 | |
| 233 | 1953-11 | Cud-miód lub Ścigany przez pszczoły                               | Bee Bumbles                             | 10     | Kaczor Donald                   | Carl Barks                 | Carl Barks                           | W WDC 158-01 | |
| 234 | 1953-12 | Wsparcie finansowe                                                | Bum Steer                               | 1      | Sknerus McKwacz                 | Carl Barks                 | Carl Barks                           | W US 4-04    | |
| 235 | 1953-12 | Na wyspie Menehune                                                | The Menehune Mystery                    | 32     | Sknerus McKwacz                 | Carl Barks                 | Carl Barks                           | W US 4-02    | |
| 236 | 1953-12 | Różnica w cenie lub Głodozmorek                                   | Wispy Willie                            | 10     | Kaczor Donald                   | Carl Barks                 | Carl Barks                           | W WDC 159-01 | |
| 237 | 1953-12 | Jest różnica                                                      | The Cheapest Weigh                      | 1      | Sknerus McKwacz                 | Carl Barks                 | Carl Barks                           | W US 4-03    | |
| 238 | 1953-12 | Tanecznym krokiem                                                 | Ballet Evasions                         | 1      | Sknerus McKwacz                 | Carl Barks                 | Carl Barks                           | W US 4-01    | |
| 239 | 1954-01 | Obłędny wielbłąd lub Historia pewnego prezentu                    | The Hammy Camel                         | 10     | Kaczor Donald                   | Carl Barks                 | Carl Barks                           | W WDC 160-01 | |
| 240 | 1954-02 | Zepsuj to sam lub Zrób to sam                                     | Fix-up Mix-up                           | 10     | Kaczor Donald                   | Carl Barks                 | Carl Barks                           | W WDC 161-01 | |
| 241 | 1954-03 | Zaproszony gość                                                   | Hospitality Week                        | 1      | Sknerus McKwacz                 | Carl Barks                 | Carl Barks                           | W US 5-01    | |
| 242 | 1954-03 | Przez słomkę lub Pięć słomek do jednej szklanki                   | Slippery Sipper                         | 1      | Sknerus McKwacz                 | Carl Barks                 | Carl Barks                           | W US 5-04    | |
| 243 | 1954-03 | Pociąg ze złotem lub Dzielny zawiadowca                           | Turkey Trot at One Whistle              | 10     | Kaczor Donald                   | Carl Barks                 | Carl Barks                           | W WDC 162-01 | |
| 244 | 1954-03 | Tajemnica Atlantydy                                               | The Secret of Atlantis                  | 32     | Sknerus McKwacz                 | Carl Barks                 | Carl Barks                           | W US 5-02    | |
| 245 | 1954-03 | Skok po kasę                                                      | McDuck takes a dive                     | 1      | Sknerus McKwacz                 | Carl Barks                 | Carl Barks                           | W US 5-03    | |
| 246 | 1954-04 | Raz się wygrywa                                                   | Raffle Reversal                         | 10     | Kaczor Donald                   | Carl Barks                 | Carl Barks                           | W WDC 163-01 | |
| 247 | 1954-05 | Męka z mąką lub Mączna męka                                       | Flour Follies                           | 10     | Kaczor Donald                   | Carl Barks                 | Carl Barks                           | W WDC 164-01 | |
| 248 | 1954-06 | Moja snów dolina                                                  | Tralla La                               | 22     | Sknerus McKwacz                 | Carl Barks                 | Carl Barks                           | W US 6-02    | |
| 249 | 1954-06 | Poranna pogawędka lub Grosik za słówko                            | Mental Fee                              | 1      | Sknerus McKwacz                 | Carl Barks                 | Carl Barks                           | W US 6-05    | |
| 250 | 1954-06 | Przechytrzyć lisa                                                 | Outfoxed Fox                            | 10     | Sknerus McKwacz                 | Carl Barks                 | Carl Barks                           | W US 6-03    | |
| 251 | 1954-06 | Droga do sławy lub Przez hałas do sławy                           | The Price of Fame                       | 10     | Kaczor Donald                   | Carl Barks                 | Carl Barks                           | W WDC 165-01 | |
| 252 | 1954-06 | Najnowsze wiadomości lub Pierwszy czytelnik                       | Oil the News                            | 1      | Sknerus McKwacz                 | Carl Barks                 | Carl Barks                           | W US 6-01    | |
| 253 | 1954-06 | W pocie czoła                                                     | Dig it!                                 | 1      | Sknerus McKwacz                 | Carl Barks                 | (?)                                  | W US 6-04    | |
| 254 | 1954-07 | Szybki i wściekły lub Mistrz kierownicy                           | Midgets Madness                         | 10     | Kaczor Donald                   | Carl Barks                 | Carl Barks                           | W WDC 166-01 | |
| 255 | 1954-08 | Największa ryba lub Szczęście - rzecz względna                    | Salmon Derby                            | 10     | Kaczor Donald                   | Carl Barks                 | Carl Barks                           | W WDC 167-01 | |
| 256 | 1954-09 | Siedem miast Ciboli                                               | The Seven Cities of Cibola              | 28     | Sknerus McKwacz                 | Carl Barks                 | Carl Barks                           | W US 7-02    | |
| 257 | 1954-09 | Filiżanka do połowy pełna                                         | Diner Dilemma                           | 1      | Sknerus McKwacz                 | Carl Barks                 | Carl Barks                           | W US 7-05    | |
| 258 | 1954-09 | Kaczor i gołąb                                                    | Billion Dollar Pigeon                   | 4      | Sknerus McKwacz                 | Carl Barks                 | Carl Barks                           | W US 7-03    | |
| 259 | 1954-09 | Zmiana nastroju                                                   | Temper Tampering                        | 1      | Sknerus McKwacz                 | Carl Barks                 | Carl Barks                           | W US 7-01    | |
| 260 | 1954-09 | Kluczowe klucze lub Domowe zwierzęta                              | Cheltenham's Choice                     | 10     | Kaczor Donald                   | Carl Barks                 | Carl Barks                           | W WDC 168-01 | |
| 261 | 1954-09 | Pogawędka przez pomyłkę                                           | Wrong Number                            | 1      | Sknerus McKwacz                 | Carl Barks                 | (?)                                  | W US 7-04    | |
| 262 | 1954-10 | Wielkie wagary                                                    | Travelling Truants                      | 10     | Kaczor Donald                   | Carl Barks                 | Carl Barks                           | W WDC 169-03 | |
| 263 | 1954-11 |                                                                   | Donald Duck Tells About Kites           | 8      | Kaczor Donald                   | Carl Barks                 | (?)                                  | W KGA 3-01   | |
| 264 | 1954-11 | Kij w mrowisko                                                    | Rants About Ants                        | 10     | Kaczor Donald                   | Carl Barks                 | Carl Barks                           | W WDC 170-03 | |
| 265 | 1954-11 |                                                                   | Donald Duck Tells About Kites           | 8      | Kaczor Donald                   | Carl Barks                 | (?)                                  | W KGA 2-01   | |
| 266 | 1954-12 | Demokracja bezpośrednia lub Głosujcie na Sknerusa                 | A Campaign of Note                      | 4      | Sknerus McKwacz                 | Carl Barks                 | Carl Barks                           | W US 8-03    | |
| 267 | 1954-12 | Pod skorupą lub Skarbiec (prawie) doskonały                       | Too Safe Safe                           | 10     | Kaczor Donald                   | Carl Barks                 | Carl Barks                           | W WDC 171-03 | |
| 268 | 1954-12 | Nie dam, bo nie mam                                               | Cash on the Brain                       | 1      | Sknerus McKwacz                 | Carl Barks                 | Carl Barks                           | W US 8-01    | |
| 269 | 1954-12 | Deszczowa rozterka                                                | Classy Taxi!                            | 1      | Sknerus McKwacz                 | Carl Barks                 | Carl Barks                           | W US 8-04    | |
| 270 | 1954-12 | Promień i kamień                                                  | The Mysterious Stone Ray                | 28     | Sknerus McKwacz                 | Carl Barks                 | Carl Barks                           | W US 8-02    | |
| 271 | 1954-12 | Na bogato lub Krótki kurs ekonomii                                | Blanket Investment                      | 1      | Sknerus McKwacz                 | Carl Barks                 | Carl Barks                           | W US 8-05    | |
| 272 | 1955-01 | W zanurzeniu                                                      | Search for the Cuspidora                | 10     | Kaczor Donald                   | Carl Barks                 | Carl Barks                           | W WDC 172-01 | |
| 273 | 1955-02 | Tańczący z nartami                                                | New Year’s Revolutions                  | 10     | Kaczor Donald                   | Carl Barks                 | Carl Barks                           | W WDC 173-02 | |
| 274 | 1955-03 | Ni szczur, ni wydra                                               | The Lemming with the Locket             | 22     | Sknerus McKwacz                 | Carl Barks                 | Carl Barks                           | W US 9-02    | |
| 275 | 1955-03 | Dwie rzeczy naraz                                                 | Cast of Thousands                       | 1      | Sknerus McKwacz                 | Carl Barks                 | Carl Barks                           | W US 9-05    | |
| 276 | 1955-03 | Tygrys i koń                                                      | The Tuckered Tiger                      | 9      | Sknerus McKwacz                 | Carl Barks                 | Carl Barks                           | W US 9-03    | |
| 277 | 1955-03 | Lodowy ekspres                                                    | Iceboat to Beaver Island                | 10     | Kaczor Donald                   | Carl Barks                 | Carl Barks                           | W WDC 174-02 | |
| 278 | 1955-03 | Szczyt techniki                                                   | Easy Mowing                             | 1      | Sknerus McKwacz                 | Carl Barks                 | Carl Barks                           | W US 9-01    | |
| 279 | 1955-03 | Z góry na dół                                                     | Ski Lift Letdown                        | 1      | Sknerus McKwacz                 | Carl Barks                 | Carl Barks                           | W US 9-04    | |
| 280 | 1955-04 | Pierścionek i cukierek lub Wizyta u psychiatry                    | The Daffy Taffy Pull                    | 10     | Kaczor Donald                   | Carl Barks                 | Carl Barks                           | W WDC 175-01 | |
| 281 | 1955-05 | Prawdziwy Dziki Zachód                                            | The Ghost Sheriff of Last Gasp          | 10     | Kaczor Donald                   | Carl Barks                 | Carl Barks                           | W WDC 176-02 | |
| 282 | 1955-06 | Rodzinna pamiątka                                                 | Heirloom Watch                          | 8      | Sknerus McKwacz                 | Carl Barks                 | Carl Barks                           | W US 10-03   | |
| 283 | 1955-06 | Pomysłowy milioner                                                | Deep Decision                           | 1      | Sknerus McKwacz                 | Carl Barks                 | Carl Barks                           | W US 10-01   | |
| 284 | 1955-06 | Liczy się pomysł                                                  | Smash Success                           | 1      | Sknerus McKwacz                 | Carl Barks                 | Carl Barks                           | W US 10-04   | |
| 285 | 1955-06 | Kamień filozoficzny                                               | The Fabulous Philosopher's Stone        | 24     | Sknerus McKwacz                 | Carl Barks                 | Carl Barks                           | W US 10-02   | |
| 286 | 1955-06 | Na samym dnie lub Kaczor w zanurzeniu                             | A Descent Interval                      | 10     | Kaczor Donald                   | Carl Barks                 | Carl Barks                           | W WDC 177-01 | |
| 287 | 1955-07 | Cichy domek za miastem                                            | Donald’s Raucous Role                   | 10     | Kaczor Donald                   | Carl Barks                 | Carl Barks                           | W WDC 178-02 | |
| 288 | 1955-08 | Płyń, kanadyjko moja lub Kajakowa konkurencja                     | Good Canoes and Bad Canoes              | 10     | Kaczor Donald                   | Carl Barks                 | Carl Barks                           | W WDC 179-02 | |
| 289 | 1955-09 | Nie najwspanialsze parostatki                                     | The Great Steamboat Race                | 16     | Sknerus McKwacz                 | Carl Barks                 | Carl Barks                           | W US 11-01   | |
| 290 | 1955-09 | Wszelki wypadek lub Agent ubezpieczeniowy                         | Trouble Indemnity                       | 10     | Kaczor Donald                   | Carl Barks                 | Carl Barks                           | W WDC 180-01 | |
| 291 | 1955-09 | Obieg zamknięty                                                   | Roundabout Handout                      | <1     | Sknerus McKwacz                 | Carl Barks                 | Carl Barks                           | W US 11-04   | |
| 292 | 1955-09 | Skarby, skarby wszędzie                                           | Riches, Riches, Everywhere!             | 16     | Sknerus McKwacz                 | Carl Barks                 | Carl Barks                           | W US 11-02   | |
| 293 | 1955-09 | Nagłe zaproszenie                                                 | Come as You are                         | 1      | Sknerus McKwacz                 | Carl Barks                 | Carl Barks                           | W US 11-03   | |
| 294 | 1955-10 | Budujemy mosty lub Na prawo most, na lewo most                    | The Chickadee Challenge                 | 10     | Kaczor Donald                   | Carl Barks                 | Carl Barks                           | W WDC 181-01 | |
| 295 | 1955-11 | Po byku lub Byczy koszmar                                         | The Unorthodox Ox                       | 10     | Kaczor Donald                   | Carl Barks                 | Carl Barks                           | W WDC 182-01 | |
| 296 | 1955-12 | Złote runo                                                        | The Golden Fleecing                     | 31     | Sknerus McKwacz                 | Carl Barks                 | Carl Barks                           | W US 12-02   | |
| 297 | 1955-12 | Łosie z budyniem w nosie                                          | The Custard Gun                         | 10     | Kaczor Donald                   | Carl Barks                 | Carl Barks                           | W WDC 183-01 | |
| 298 | 1955-12 | Kawa na ławę                                                      | Doughnut Dare                           | 1      | Sknerus McKwacz                 | Carl Barks                 | Carl Barks                           | W US 12-03   | |
| 299 | 1955-12 | Prawie to samo                                                    | Watt an Occasion                        | 1      | Sknerus McKwacz                 | Carl Barks                 | Carl Barks                           | W US 12-01   | |
| 300 | 1955-12 | Spragniony                                                        | A Sweat Deal                            | 1      | Sknerus McKwacz                 | Carl Barks                 | Carl Barks                           | W US 12-04   | |
| 301 | 1956-01 | Kaczogród, czwarta rano lub Siostrzeńcy pracują                   | Remember This                           | 1      | Kaczor Donald                   | Carl Barks                 | Carl Barks                           | W DD 45-08   | |
| 302 | 1956-01 | Elektryczna tajemnica                                             | Courtside Heating                       | 1      | Kaczor Donald                   | Carl Barks                 | Carl Barks                           | W DD 45-01   | |
| 303 | 1956-01 | Co kryje zaspa?                                                   | Power Plowing                           | <1     | Kaczor Donald                   | Carl Barks                 | Carl Barks                           | W DD 45-09   | |
| 304 | 1956-01 | Częste mycie skraca życie                                         | Three Un-Ducks                          | 10     | Kaczor Donald                   | Carl Barks                 | Carl Barks                           | W WDC 184-01 | |
| 305 | 1956-01 | Kaczogród i psy                                                   | Dogcatcher Duck                         | 6      | Kaczor Donald                   | Carl Barks                 | Carl Barks                           | W DD 45-06   | |
| 306 | 1956-02 | Kto się pierwszy złamie?                                          | Secret Resolutions                      | 10     | Kaczor Donald                   | Carl Barks                 | Carl Barks                           | W WDC 185-02 | |
| 307 | 1956-03 | Tajemnice w Hondoryce                                             | Secret of Hondorica                     | 24     | Kaczor Donald                   | Carl Barks                 | Carl Barks                           | W DD 46-02   | |
| 308 | 1956-03 | Moc pioruna                                                       | Trapped Lightning                       | 4      | Diodak                          | Carl Barks                 | Carl Barks                           | W US 13-04   | |
| 309 | 1956-03 | Jazda po lodzie                                                   | The Ice Taxis                           | 10     | Kaczor Donald                   | Carl Barks                 | Carl Barks                           | W WDC 186-02 | |
| 310 | 1956-03 | Coś na sen                                                        | The Art of Security                     | 1      | Sknerus McKwacz                 | Carl Barks                 | Carl Barks                           | W US 13-01   | |
| 311 | 1956-03 | Rozważny i romantyczny                                            | Fashion Forecast                        | 1      | Sknerus McKwacz                 | Carl Barks                 | Carl Barks                           | W US 13-05   | |
| 312 | 1956-03 | Mieszkańcy podziemi                                               | Land Beneath the Ground!                | 27     | Sknerus McKwacz                 | Carl Barks                 | Carl Barks                           | W US 13-02   | |
| 313 | 1956-03 | Droga daleka                                                      | Mush!                                   | <1     | Sknerus McKwacz                 | Carl Barks                 | Carl Barks                           | W US 13-06   | |
| 314 | 1956-04 | Co przyniesie wiatr lub Na własny rachunek                        | Searching for a Successor               | 10     | Kaczor Donald                   | Carl Barks                 | Carl Barks                           | W WDC 187-01 | |
| 315 | 1956-05 | Ci, co skaczą i rzucają                                           | The Olympic Hopeful                     | 10     | Kaczor Donald                   | Carl Barks                 | Carl Barks                           | W WDC 188-01 | |
| 316 | 1956-06 | Wywróżone z fusów                                                 | Faulty Fortune                          | 7      | Sknerus McKwacz                 | Carl Barks                 | Carl Barks                           | W US 14-05   | |
| 317 | 1956-06 | Korona Czyngis-chana                                              | The Lost Crown of Genghis Khan!         | 19     | Sknerus McKwacz                 | Carl Barks                 | Carl Barks                           | W US 14-02   | |
| 318 | 1956-06 | Ogródkowe boje                                                    | Gopher Goof-Ups                         | 10     | Kaczor Donald                   | Carl Barks                 | Carl Barks                           | W WDC 189-01 | |
| 319 | 1956-06 | Dźwignia handlu                                                   | Gold Rush                               | 1      | Sknerus McKwacz                 | Carl Barks                 | Carl Barks                           | W US 14-06   | |
| 320 | 1956-06 | Niewielki mur                                                     | Inventor of Anything                    | 4      | Diodak                          | Carl Barks                 | Carl Barks                           | W US 14-03   | |
| 321 | 1956-06 | Świetliki                                                         | Fireflies are Free                      | <1     | Sknerus McKwacz                 | Carl Barks                 | Carl Barks                           | W US 14-07   | |
| 322 | 1956-06 | Droga kolacja lub Wykwintna kolacja                               | Luncheon Lament                         | 1      | Sknerus McKwacz                 | Carl Barks                 | Carl Barks                           | W US 14-01   | |
| 323 | 1956-07 | Pływające kaczki lub Wola pływania                                | In the Swim                             | 10     | Kaczor Donald                   | Carl Barks                 | Carl Barks                           | W WDC 190-01 | |
| 324 | 1956-08 | Leśny biwak                                                       | Camping Confusion                       | 10     | Kaczor Donald                   | Carl Barks                 | Carl Barks                           | W WDC 191-01 | |
| 325 | 1956-09 | O kawałek sznurka                                                 | The Second-richest Duck                 | 20     | Sknerus McKwacz                 | Carl Barks                 | Carl Barks                           | W US 15-02   | |
| 326 | 1956-09 | Melomani                                                          | Pound for Sound                         | 1      | Sknerus McKwacz                 | Carl Barks                 | Carl Barks                           | W US 15-06   | |
| 327 | 1956-09 | Granice kaczych możliwości                                        | The Master                              | 10     | Kaczor Donald                   | Carl Barks                 | Carl Barks                           | W WDC 192-01 | |
| 328 | 1956-09 | Z kociego na nasze lub Tłumacz uniwersalny                        | The Cat Box                             | 4      | Diodak                          | Carl Barks                 | Carl Barks                           | W US 15-03   | |
| 329 | 1956-09 | Ładny gips                                                        | Buffo or Bust                           | 1      | Sknerus McKwacz                 | Carl Barks                 | Carl Barks                           | W US 15-01   | |
| 330 | 1956-09 | Hamulec postępu                                                   | Migrating Millions                      | 6      | Sknerus McKwacz                 | Carl Barks                 | Carl Barks                           | W US 15-05   | |
| 331 | 1956-10 | Kaczor i wieloryb                                                 | A Whale of a Story                      | 10     | Kaczor Donald                   | Carl Barks                 | Carl Barks                           | W WDC 193-01 | |
| 332 | 1956-11 | Podniebny malarz                                                  | Smoke Writer in the Sky                 | 10     | Kaczor Donald                   | Carl Barks                 | Carl Barks                           | W WDC 194-01 | |
| 333 | 1956-12 | Pięć pytań                                                        | The Colossalest Surprise Quiz Show      | 5      | Sknerus McKwacz                 | Carl Barks                 | Carl Barks                           | W US 16-05   | |
| 334 | 1956-12 | Powrót do przeszłości                                             | Back To Long Ago!                       | 21     | Sknerus McKwacz                 | Carl Barks                 | Carl Barks                           | W US 16-02   | |
| 335 | 1956-12 | Własnym przemysłem                                                | Backyard Bonanza                        | 1      | Sknerus McKwacz                 | Carl Barks                 | Carl Barks                           | W US 16-06   | |
| 336 | 1956-12 | Ruszyła maszyna po szynach lub Uciekająca lokomotywa              | The Runaway Train                       | 10     | Kaczor Donald                   | Carl Barks                 | Carl Barks                           | W WDC 195-01 | |
| 337 | 1956-12 | Dar przewidywania                                                 | Forecasting Follies                     | 4      | Diodak                          | Carl Barks                 | Carl Barks                           | W US 16-03   | |
| 338 | 1956-12 | Prezent dla babci                                                 | Grandma's Present                       | 8      | Diodak                          | Carl Barks                 | Carl Barks                           | W CP 8-06    | |
| 339 | 1956-12 | Żyzna gleba                                                       | Fertile Assets                          | 1      | Sknerus McKwacz                 | Carl Barks                 | Carl Barks                           | W US 16-01   | |
| 340 | 1957-01 | Na każdą pogodę                                                   | All Season Hat                          | <1     | Kaczor Donald                   | Carl Barks                 | Carl Barks                           | W DD 51-07   | |
| 341 | 1957-01 | Szlachetne intencje                                               | Statues of Limitations                  | 10     | Kaczor Donald                   | Carl Barks                 | Carl Barks                           | W WDC 196-02 | |
| 342 | 1957-02 | Strażnik jeden z wielu                                            | Borderline Hero                         | 10     | Kaczor Donald                   | Carl Barks                 | Carl Barks                           | W WDC 197-02 | |
| 343 | 1957-03 | Hej, wędki w dłoń                                                 | Fishing Mystery                         | 4      | Diodak                          | Carl Barks                 | Carl Barks                           | W US 17-04   | |
| 344 | 1957-03 | Handel wymienny                                                   | The Lost Peg Leg Mine                   | 10     | Kaczor Donald                   | Carl Barks                 | Carl Barks                           | W DD 52-02   | |
| 345 | 1957-03 | Klasyczna architektura                                            | Early to Build                          | 1      | Sknerus McKwacz                 | Carl Barks                 | Carl Barks                           | W US 17-01   | |
| 346 | 1957-03 | Sokoli wzrok                                                      | The Eyes Have It                        | 1      | Sknerus McKwacz                 | Carl Barks                 | Carl Barks                           | W US 17-05   | |
| 347 | 1957-03 | Kula wśród lodów                                                  | A Cold Bargain                          | 26     | Sknerus McKwacz                 | Carl Barks                 | Carl Barks                           | W US 17-02   | |
| 348 | 1957-03 | Rycerski rycerz                                                   | Knight in Shining Armor                 | 10     | Kaczor Donald                   | Carl Barks                 | Carl Barks                           | W WDC 198-02 | |
| 349 | 1957-03 | Kaczor w sklepie z porcelaną lub Kaczor w składzie porcelany      | China Shop Shakeup                      | <1     | Sknerus McKwacz                 | Carl Barks                 | Carl Barks                           | W US 17-06   | |
| 350 | 1957-04 | Kosmiczne wielkości lub Gigantyczność wirtualna                   | Gyro's Imagination Invention            | 10     | Kaczor Donald                   | Carl Barks                 | Carl Barks                           | W WDC 199-01 | |
| 351 | 1957-05 | Z karmą wśród zwierząt lub Folwark zwierzęcy                      | Donald’s Pet Service                    | 10     | Kaczor Donald                   | Carl Barks                 | Carl Barks                           | W WDC 200-01 | |
| 352 | 1957-06 | Złoto pustyni                                                     | The Sure-Fire Gold Finder               | 4      | Diodak                          | Carl Barks                 | Carl Barks                           | W US 18-04   | |
| 353 | 1957-06 | Ratuj, co się da!                                                 | Net Worth                               | 1      | Sknerus McKwacz                 | Carl Barks                 | Carl Barks                           | W US 18-01   | |
| 354 | 1957-06 | Szybka przemiana                                                  | Relative Reaction                       | <1     | Sknerus McKwacz                 | Carl Barks                 | Carl Barks                           | W US 18-05   | |
| 355 | 1957-06 | W krainie Wielkich Jezior lub W krainie wielkich jezior           | Land of the Pygmy Indians               | 27     | Sknerus McKwacz                 | Carl Barks                 | Carl Barks                           | W US 18-02   | |
| 356 | 1957-06 | Barwy wody lub Kolorowe kłopoty                                   | The Day Duckburg Got Dyed               | 10     | Kaczor Donald                   | Carl Barks                 | Carl Barks                           | W WDC 201-01 | |
| 357 | 1957-07 | Zaklinacz deszczu                                                 | In Kakimaw country                      | 10     | Kaczor Donald                   | Carl Barks                 | Carl Barks                           | W WDC 202-01 | |
| 358 | 1957-07 | Zakazana dolina                                                   | Forbidden Valley                        | 26     | Kaczor Donald                   | Carl Barks                 | Carl Barks                           | W DD 54-01   | |
| 359 | 1957-07 | Geniusz na pikniku                                                | Picnic                                  | 6      | Diodak                          | Carl Barks                 | Carl Barks                           | W PP 8-06    | |
| 360 | 1957-08 | Wielki rzeczny wyścig                                             | The Fantastic River Race                | 20     | Sknerus McKwacz                 | Carl Barks                 | Carl Barks                           | W USGD 1-02  | |
| 361 | 1957-08 | Przesyłka specjalna lub Jeden goniec w trzech osobach             | Special Delivery                        | 10     | Kaczor Donald                   | Carl Barks                 | Carl Barks                           | W WDC 203-01 | |
| 362 | 1957-09 | Rzut monetą                                                       | History Tossed                          | 1      | Sknerus McKwacz                 | Carl Barks                 | Carl Barks                           | W US 19-01   | |
| 363 | 1957-09 | Kamienna twarz lub Ładny gips                                     | Losing Face                             | 10     | Kaczor Donald                   | Carl Barks                 | Carl Barks                           | W WDC 204-01 | |
| 364 | 1957-09 | Kopalnie króla Salomona                                           | The Mines of King Solomon               | 27     | Sknerus McKwacz                 | Carl Barks                 | Carl Barks                           | W US 19-02   | |
| 365 | 1957-09 | Budujemy nowy dom                                                 | Gyro Builds a Better House              | 4      | Diodak                          | Carl Barks                 | Carl Barks                           | W US 19-04   | |
| 366 | 1957-10 | Jabłoń niezgody lub Opowieść o dwóch jabłoniach                   | Red Apple Sap                           | 10     | Kaczor Donald                   | Carl Barks                 | Carl Barks                           | W WDC 205-01 | |
| 367 | 1957-11 | Wszystko dla gościa                                               | Sagmore Springs Hotel                   | 10     | Kaczor Donald                   | Carl Barks                 | Carl Barks                           | W WDC 206-02 | |
| 368 | 1957-12 | Zakazana wyspa                                                    | The Black Pearls of Tabu Yama           | 17     | Kaczor Donald                   | Carl Barks                 | Carl Barks                           | W CID 1-02   | |
| 369 | 1957-12 | Kaczki i osły lub Kto tu jest osłem?                              | The Tenderfoot Trap                     | 10     | Kaczor Donald                   | Carl Barks                 | Carl Barks                           | W WDC 207-01 | |
| 370 | 1957-12 | Pomysłowy rozbitek                                                | Rescue Enhancement                      | <1     | Sknerus McKwacz                 | Carl Barks                 | Carl Barks                           | W US 20-04   | |
| 371 | 1957-12 | Wielki dym                                                        | August Accident                         | 4      | Diodak                          | Carl Barks                 | Carl Barks                           | W MMAlm 1-08 | |
| 372 | 1957-12 | Miasto złotych dachów                                             | City of Golden Roofs                    | 26     | Sknerus McKwacz                 | Carl Barks                 | Carl Barks                           | W US 20-01   | |
| 373 | 1957-12 | Wrześniowa rozgrzewka                                             | September Scrimmage                     | 4      | Sknerus McKwacz                 | Carl Barks                 | Carl Barks                           | W MMAlm 1-09 | |
| 374 | 1957-12 | Cybernetyczny strach                                              | Roscoe the Robot                        | 4      | Diodak                          | Carl Barks                 | Carl Barks                           | W US 20-03   | |
| 375 | 1958-01 | Zgodnie z kodeksem                                                | The Code of Duckburg                    | 10     | Kaczor Donald                   | Carl Barks                 | Carl Barks                           | W WDC 208-01 | |
| 376 | 1958-02 | Latający listonosz lub Kacza poczta                               | The Persistent Postman                  | 10     | Kaczor Donald                   | Carl Barks                 | Carl Barks                           | W WDC 209-02 | |
| 377 | 1958-03 | Świeżo upieczony piekarz lub I znów się nie upiekło               | The Half-Baked Baker                    | 10     | Kaczor Donald                   | Carl Barks                 | Carl Barks                           | W WDC 210-02 | |
| 378 | 1958-03 | Pieniądze leżą na ulicy                                           | Windfall of the Mind                    | 1      | Sknerus McKwacz                 | Carl Barks                 | Carl Barks                           | W US 21-01   | |
| 379 | 1958-03 | Psy dwa lub Kto psem wojuje...                                    | Dogged Determination                    | <1     | Sknerus McKwacz                 | Carl Barks                 | Carl Barks                           | W US 21-05   | |
| 380 | 1958-03 | Kopalnia pieniędzy                                                | The Money Well                          | 26     | Sknerus McKwacz                 | Carl Barks                 | Carl Barks                           | W US 21-02   | |
| 381 | 1958-03 | Dla pewności                                                      | Forgotten Precaution                    | 1      | Sknerus McKwacz                 | Carl Barks                 | Carl Barks                           | W US 21-06   | |
| 382 | 1958-03 | Gromowładny                                                       | Getting Thor                            | 3      | Diodak                          | Carl Barks                 | Carl Barks                           | W US 21-04   | |
| 383 | 1958-04 | Żart krocie wart lub Kosztowny dowcip                             | Wishing Stone Island                    | 10     | Kaczor Donald                   | Carl Barks                 | Carl Barks                           | W WDC 211-01 | |
| 384 | 1958-05 | W osiemdziesiąt minut dookoła świata                              | Rocket Race Around the World            | 10     | Kaczor Donald                   | Carl Barks                 | Carl Barks                           | W WDC 212-02 | |
| 385 | 1958-06 | Stary, starszy, najstarszy lub Do muzeum!                         | Going to Pieces                         | 1      | Sknerus McKwacz                 | Carl Barks                 | Carl Barks                           | W US 22-01   | |
| 386 | 1958-06 | Co koń wyskoczy                                                   | High Rider                              | <1     | Sknerus McKwacz                 | Carl Barks                 | Carl Barks                           | W US 22-05   | |
| 387 | 1958-06 | Złota rzeka                                                       | The Golden River                        | 26     | Sknerus McKwacz                 | Carl Barks                 | Carl Barks                           | W US 22-02   | |
| 388 | 1958-06 | Kaczy kapitan                                                     | That Sinking Feeling                    | 1      | Sknerus McKwacz                 | Carl Barks                 | Carl Barks                           | W US 22-06   | |
| 389 | 1958-06 | Zwodząc pannę Daisy lub Wiosenne porządki                         | Dodging Miss Daisy                      | 10     | Kaczor Donald                   | Carl Barks                 | Carl Barks                           | W WDC 213-01 | |
| 390 | 1958-06 | Czemu śpiewa ptak                                                 | The Know-It-All Machine                 | 4      | Diodak                          | Carl Barks                 | Carl Barks                           | W US 22-04   | |
| 391 | 1958-06 | Mania kupowania                                                   | Blinders gag                            | 1      | Sknerus McKwacz                 | Carl Barks                 | Carl Barks                           | CS US 19     | |
| 392 | 1958-07 | Gigantyczne mrówki                                                | The Titanic Ants!                       | 20     | Kaczor Donald                   | Carl Barks                 | Carl Barks                           | W DD 60-02   | |
| 393 | 1958-07 | Dzieci i kwiaty lub Kwiatek dla Kaczora                           | Fearsome Flowers                        | 10     | Kaczor Donald                   | Carl Barks                 | Carl Barks                           | W WDC 214-01 | |
| 394 | 1958-07 | Spadające narty                                                   | Water Ski Race                          | 6      | Kaczor Donald                   | Carl Barks                 | Carl Barks                           | W DD 60-05   | |
| 395 | 1958-08 | Echo, echo, echo lub Echo!!! Echo! Echo...                        | Mocking Bird Ridge                      | 10     | Kaczor Donald                   | Carl Barks                 | Carl Barks                           | W WDC 215-01 | |
| 396 | 1958-09 | Mania pływania                                                    | Gyro Goes for a Dip                     | 4      | Diodak                          | Carl Barks                 | Carl Barks                           | W US 23-03   | |
| 397 | 1958-09 | Na wszystko jest sposób                                           | Lights Out                              | 1      | Sknerus McKwacz                 | Carl Barks                 | Carl Barks                           | W US 23-07   | |
| 398 | 1958-09 | Wóz z sianem                                                      | Moola on the Move                       | 1      | Sknerus McKwacz                 | Carl Barks                 | Carl Barks                           | W US 23-01   | |
| 399 | 1958-09 | Potężny potentat                                                  | The Fabulous Tycoon                     | 5      | Sknerus McKwacz                 | Carl Barks                 | Carl Barks                           | W US 23-05   | |
| 400 | 1958-09 | Tajemnica cieśniny                                                | The Strange Shipwrecks                  | 21     | Sknerus McKwacz                 | Nick George                | Carl Barks                           | W US 23-02   | |
| 401 | 1958-09 | Przysmak dla konia                                                | All Choked Up                           | <1     | Sknerus McKwacz                 | Carl Barks                 | Carl Barks                           | W US 23-06   | |
| 402 | 1958-09 | Żabie skoki lub O żabie, która nie lubiła wody                    | Old Froggie Catapult                    | 10     | Kaczor Donald                   | Carl Barks                 | Carl Barks                           | W WDC 216-02 | |
| 403 | 1958-10 | Teatr akcji                                                       | Dramatic Donald                         | 10     | Kaczor Donald                   | Carl Barks                 | Carl Barks                           | W WDC 217-01 | |
| 404 | 1958-10 | Twardszy niż diament                                              | The Forbidium Money Bin                 | 16     | Diodak i Sknerus McKwacz        | Carl Barks                 | Carl Barks                           | W DISBP 1-03 | |
| 405 | 1958-11 |                                                                   | Noble Porpoises                         | 10     | Kaczor Donald                   | Carl Barks                 | Carl Barks                           | W WDC 218-01 | |
| 406 | 1958-12 | Wichrowe wzgórze lub Wichrowe Wzgórze                             | The House on Cyclone Hill               | 4      | Diodak                          | Carl Barks                 | Carl Barks                           | W US 24-02   | |
| 407 | 1958-12 | Kojot w kurniku                                                   | The Littlest Chicken Thief              | 10     | Kaczor Donald                   | Carl Barks                 | Carl Barks                           | W WDC 219-01 | |
| 408 | 1958-12 | Atrament niesympatyczny                                           | The Magic Ink                           | 6      | Sknerus McKwacz                 | Carl Barks                 | Carl Barks                           | W US 24-04   | |
| 409 | 1958-12 | Boże Narodzenie w Kaczogrodzie                                    | Christmas In Duckburg                   | 20     | Kaczor Donald                   | Carl Barks                 | Bob Gregory                          | W CP 9-01    | |
| 410 | 1958-12 | Na złotym globie                                                  | The Twenty-four Carat Moon              | 20     | Sknerus McKwacz                 | Carl Barks                 | Carl Barks                           | W US 24-01   | |
| 411 | 1959-01 |                                                                   | Rocket-Roasted Christmas Turkey         | 10     | Kaczor Donald                   | Carl Barks                 | Carl Barks                           | W WDC 220-01 | |
| 412 | 1959-02 | Złoto dla zuchwałych skautów                                      | Tracking Sandy                          | 10     | Kaczor Donald                   | Carl Barks                 | Carl Barks                           | W WDC 221-01 | |
| 413 | 1959-03 |                                                                   | The Wishing Well                        | 4      | Diodak                          | Carl Barks                 | Carl Barks                           | W US 25-03   | |
| 414 | 1959-03 |                                                                   | News from Afar                          | <1     | Sknerus McKwacz                 | Carl Barks                 | Bob Karp                             | W US 25-07   | |
| 415 | 1959-03 |                                                                   | Immovable Miser                         | 1      | Sknerus McKwacz                 | Carl Barks                 | Carl Barks                           | W US 25-01   | |
| 416 | 1959-03 |                                                                   | Pyramid Scheme                          | 5      | Sknerus McKwacz                 | Carl Barks                 | Carl Barks                           | W US 25-05   | |
| 417 | 1959-03 |                                                                   | Kitty-Go-Round                          | 1      | Sknerus McKwacz                 | Carl Barks                 | Carl Barks                           | W US 25-08   | |
| 418 | 1959-03 | Latający Holender                                                 | The Flying Dutchman                     | 20     | Sknerus McKwacz                 | Carl Barks                 | Carl Barks                           | W US 25-02   | |
| 419 | 1959-03 |                                                                   | Bill Wind                               | <1     | Sknerus McKwacz                 | Carl Barks                 | Carl Barks                           | W US 25-06   | |
| 420 | 1959-03 | Przeprowadzki po kaczemu                                          | The Master Mover                        | 10     | Kaczor Donald                   | Carl Barks                 | Carl Barks                           | W WDC 222-01 | |
| 421 | 1959-04 | Pierwszy dzień wiosny                                             | Spring Fever                            | 10     | Kaczor Donald                   | Carl Barks                 | Carl Barks                           | W WDC 223-01 | |
| 422 | 1959-05 |                                                                   | The Beachcombers' Picnic                | 10     | Kaczor Donald                   | Carl Barks                 | Carl Barks                           | W WDC 224-01 | |
| 423 | 1959-06 |                                                                   | The Prize of Pizarro                    | 20     | Sknerus McKwacz                 | Carl Barks                 | Carl Barks                           | W US 26-01   | |
| 424 | 1959-06 |                                                                   | Krankenstein Gyro                       | 4      | Diodak                          | Carl Barks                 | Carl Barks                           | W US 26-02   | |
| 425 | 1959-06 | Gdzie się pali? lub Nie(d)oceniony strażak                        | The Lovelorn Fireman                    | 10     | Kaczor Donald                   | Carl Barks                 | Carl Barks                           | W WDC 225-01 | |
| 426 | 1959-06 |                                                                   | Return To Pizen Bluff                   | 6      | Sknerus McKwacz                 | Carl Barks                 | Carl Barks                           | W US 26-04   | |
| 427 | 1959-07 | Kaczor i kura                                                     | A Honey of a Hen                        | 7      | Babcia Kaczka                   | Carl Barks                 | Vic Lockman                          | W OS 1010-02 | |
| 428 | 1959-07 | Prognoza pogody                                                   | The Weather Watchers                    | 7      | Babcia Kaczka                   | Carl Barks                 | Vic Lockman                          | W OS 1010-03 | |
| 429 | 1959-07 | Pływająca wyspa                                                   | The Floating Island                     | 10     | Kaczor Donald                   | Carl Barks                 | Carl Barks                           | W WDC 226-01 | |
| 430 | 1959-07 |                                                                   | The Flying Farm Hand                    | 8      | Babcia Kaczka                   | Carl Barks                 | Vic Lockman                          | W OS 1010-01 | |
| 431 | 1959-07 |                                                                   | The Sheepish Cowboys                    | 6      | Babcia Kaczka                   | Carl Barks                 | Vic Lockman                          | W OS 1010-04 | |
| 432 | 1959-08 |                                                                   | Jungle Hi-jinks                         | 14     | Kaczor Donald                   | Carl Barks                 | (?)                                  | W WDSF 2-06  | |
| 433 | 1959-08 | Operacja "Koziorożec"                                             | Mastering the Matterhorn                | 8      | Kaczor Donald                   | Carl Barks                 | (?)                                  | W OS 1025-02 | |
| 434 | 1959-08 |                                                                   | Trail Tycoon                            | 6      | Babcia Kaczka i Sknerus McKwacz | Carl Barks                 | (?)                                  | W OS 1025-03 | |
| 435 | 1959-08 |                                                                   | Fun? What's That?                       | 10     | Diodak i Sknerus McKwacz        | Carl Barks                 | Carl Barks                           | W WDSF 2-02  | |
| 436 | 1959-08 |                                                                   | On the Dream Planet                     | 6      | Diodak i Gęgul                  | Carl Barks                 | (?)                                  | W OS 1025-05 | |
| 437 | 1959-08 | Poszukiwacze zaginionego kaczora                                  | The Black Forest Rescue                 | 10     | Kaczor Donald                   | Carl Barks                 | Carl Barks                           | W WDC 227-01 | |
| 438 | 1959-09 | Łowca świetlików                                                  | The Firefly Tracker                     | 4      | Diodak                          | Carl Barks                 | Carl Barks                           | W US 27-02   | |
| 439 | 1959-09 |                                                                   | His Handy Andy                          | 4      | Sknerus McKwacz                 | Carl Barks                 | Carl Barks                           | W US 27-04   | |
| 440 | 1959-09 |                                                                   | The Money Champ                         | 22     | Sknerus McKwacz                 | Carl Barks                 | Carl Barks                           | W US 27-01   | |
| 441 | 1959-09 | Klub Troskliwych Rodziców                                         | The Watchful Parents                    | 10     | Kaczor Donald                   | Carl Barks                 | Carl Barks                           | W WDC 228-01 | |
| 442 | 1959-09 |                                                                   | Crawls For Cash                         | <1     | Sknerus McKwacz                 | Carl Barks                 | Carl Barks                           | W US 27-05   | |
| 443 | 1959-10 | Dobre uczynki                                                     | The Good Deeds                          | 10     | Kaczor Donald                   | Carl Barks                 | Carl Barks                           | W WDC 229-01 | |
| 444 | 1959-11 | Klient ma zawsze rację                                            | The Lost Rabbit Foot                    | 7      | Diodak                          | Carl Barks                 | Carl Barks                           | W OS 1047-05 | |
| 445 | 1959-11 | Czarna Środa                                                      | Black Wednesday                         | 10     | Kaczor Donald                   | Carl Barks                 | Carl Barks                           | W WDC 230-01 | |
| 446 | 1959-11 |                                                                   | The TV Babysitter                       | 6      | Kaczka Daisy                    | Carl Barks                 | Bob Gregory                          | W OS 1055-04 | |
| 447 | 1959-11 |                                                                   | Tight Shoes                             | <1     | Kaczka Daisy                    | Carl Barks                 | (?)                                  | W OS 1055-07 | |
| 448 | 1959-11 |                                                                   | The Stubborn Stork                      | 8      | Diodak                          | Carl Barks                 | Carl Barks                           | W OS 1047-03 | |
| 449 | 1959-11 |                                                                   | The Bird Camera                         | 1      | Diodak                          | Carl Barks                 | Carl Barks                           | W OS 1047-06 | |
| 450 | 1959-11 |                                                                   | The Librarian                           | 6      | Kaczka Daisy                    | Carl Barks                 | Bob Gregory                          | W OS 1055-02 | |
| 451 | 1959-11 | Szklana porażka                                                   | The Master Glasser                      | 5      | Kaczor Donald                   | Carl Barks                 | (?)                                  | W DD 68-04   | |
| 452 | 1959-11 |                                                                   | Donald’s Party                          | 7      | Kaczka Daisy                    | Carl Barks                 | Bob Gregory                          | W OS 1055-05 | |
| 453 | 1959-11 |                                                                   | The Framed Mirror                       | 1      | Kaczka Daisy                    | Carl Barks                 | (?)                                  | W OS 1055-08 | |
| 454 | 1959-11 |                                                                   | Milktime Melodies                       | 7      | Diodak                          | Carl Barks                 | Carl Barks                           | W OS 1047-04 | |
| 455 | 1959-11 | Dziwne zamówienie                                                 | The Odd Order                           | 1      | Diodak                          | Carl Barks                 | Carl Barks                           | W OS 1047-07 | |
| 456 | 1959-11 |                                                                   | The Double Date                         | 5      | Kaczka Daisy                    | Carl Barks                 | Bob Gregory                          | W OS 1055-03 | |
| 457 | 1959-11 |                                                                   | The Beauty Queen                        | 7      | Kaczka Daisy                    | Carl Barks                 | Bob Gregory                          | W OS 1055-06 | |
| 458 | 1959-11 | Jak makiem zasiał                                                 | The Gab-Muffer                          | 10     | Diodak                          | Carl Barks                 | Carl Barks                           | W OS 1047-02 | |
| 459 | 1959-11 |                                                                   | The New Girl                            | 1      | Kaczka Daisy                    | Carl Barks                 | (?)                                  | W OS 1055-09 | |
| 460 | 1959-12 |                                                                   | The Witching Stick                      | 5      | Sknerus McKwacz                 | Carl Barks                 | Carl Barks                           | W US 28-04   | |
| 461 | 1959-12 |                                                                   | The Paul Bunyan Machine                 | 21     | Sknerus McKwacz                 | Carl Barks                 | Carl Barks                           | W US 28-01   | |
| 462 | 1959-12 |                                                                   | The Money Hat                           | <1     | Sknerus McKwacz                 | Carl Barks                 | Carl Barks                           | W US 28-05   | |
| 463 | 1959-12 |                                                                   | The Christmas Cha Cha                   | 16     | Kaczor Donald                   | Carl Barks                 | Bob Gregory                          | W DG 26-01   | |
| 464 | 1959-12 | Pułapka na myszy                                                  | The Inventors' Contest                  | 4      | Diodak                          | Carl Barks                 | Carl Barks                           | W US 28-02   | |
| 465 | 1959-12 | Przez muzeum do gwiazd                                            | The Wax Museum                          | 10     | Kaczor Donald                   | Carl Barks                 | Carl Barks                           | W WDC 231-01 | |
| 466 | 1960-01 |                                                                   | Touché Toupeé                           | 6      | Babcia Kaczka                   | Carl Barks                 | Vic Lockman                          | W OS 1073-03 | |
| 467 | 1960-01 | Pokonać burzę                                                     | The Snow Chaser                         | 6      | Babcia Kaczka                   | Carl Barks                 | Vic Lockman                          | W OS 1073-04 | |
| 468 | 1960-01 | Na początku były ziemniaki                                        | Under the Polar Ice                     | 10     | Kaczor Donald                   | Carl Barks                 | Carl Barks                           | W WDC 232-01 | |
| 469 | 1960-01 |                                                                   | Mopping Up                              | 1      | Babcia Kaczka                   | Carl Barks                 | Vic Lockman                          | W OS 1073-01 | |
| 470 | 1960-01 |                                                                   | Free Ski Spree                          | 6      | Babcia Kaczka                   | Carl Barks                 | Vic Lockman                          | W OS 1073-06 | |
| 471 | 1960-02 |                                                                   | Knights of the Flying Sleds             | 10     | Kaczor Donald                   | Carl Barks                 | Carl Barks                           | W WDC 233-01 | |
| 472 | 1960-03 |                                                                   | Island in the Sky                       | 18     | Sknerus McKwacz                 | Carl Barks                 | Carl Barks                           | W US 29-01   | |
| 473 | 1960-03 | Łodzie na wodzie                                                  | Oodles of Oomph                         | 4      | Diodak                          | Carl Barks                 | Carl Barks                           | W US 29-02   | |
| 474 | 1960-03 | Zasadzka po latach                                                | Riding the Pony Express                 | 10     | Kaczor Donald                   | Carl Barks                 | Carl Barks                           | W WDC 234-01 | |
| 475 | 1960-03 |                                                                   | Hound of the Whiskervilles              | 7      | Sknerus McKwacz                 | Carl Barks                 | Carl Barks                           | W US 29-04   | |
| 476 | 1960-04 | Albo beton, albo ciasto                                           | Mixed-Up Mixer                          | 7      | Diodak                          | Carl Barks                 | Carl Barks                           | W OS 1095-03 | |
| 477 | 1960-04 |                                                                   | Tale of the Tape                        | 1      | Diodak                          | Carl Barks                 | Carl Barks                           | W OS 1095-06 | |
| 478 | 1960-04 | Komu wyspę, komu?                                                 | Want To Buy An Island?                  | 10     | Kaczor Donald                   | Carl Barks                 | Carl Barks                           | W WDC 235-02 | |
| 479 | 1960-04 |                                                                   | The Call of the Wild                    | 1      | Diodak                          | Carl Barks                 | Carl Barks                           | W OS 1095-01 | |
| 480 | 1960-04 |                                                                   | The Madball Pitcher                     | 8      | Diodak                          | Carl Barks                 | Carl Barks                           | W OS 1095-04 | |
| 481 | 1960-04 |                                                                   | His Shining Hour                        | 1      | Diodak                          | Carl Barks                 | Carl Barks                           | W OS 1095-07 | |
| 482 | 1960-04 |                                                                   | Cave of the Winds                       | 10     | Diodak                          | Carl Barks                 | Carl Barks                           | W OS 1095-02 | |
| 483 | 1960-04 |                                                                   | The Bear Tamer                          | 7      | Diodak                          | Carl Barks                 | Carl Barks                           | W OS 1095-05 | |
| 484 | 1960-05 |                                                                   | Froggy Farmer                           | 10     | Kaczor Donald                   | Carl Barks                 | Carl Barks                           | W WDC 236-01 | |
| 485 | 1960-05 |                                                                   | Rainbow’s End                           | <1     | Hyzio, Dyzio i Zyzio            | Carl Barks                 | (?)                                  | W DD 71-05   | |
| 486 | 1960-06 |                                                                   | War Paint                               | 4      | Diodak                          | Carl Barks                 | Carl Barks                           | W US 30-02   | |
| 487 | 1960-06 |                                                                   | Yoicks! The Fox!                        | 9      | Sknerus McKwacz                 | Carl Barks                 | Carl Barks                           | W US 30-04   | |
| 488 | 1960-06 |                                                                   | Pipeline to Danger                      | 17     | Sknerus McKwacz                 | Carl Barks                 | Carl Barks                           | W US 30-01   | |
| 489 | 1960-06 | Potwór z Loch Ness                                                | Mystery of the Loch                     | 10     | Kaczor Donald                   | Carl Barks                 | Carl Barks                           | W WDC 237-01 | |
| 490 | 1960-07 | Nagłe zastępstwo                                                  | The Dog-sitter                          | 10     | Kaczor Donald                   | Carl Barks                 | Carl Barks                           | W WDC 238-01 | |
| 491 | 1960-08 |                                                                   | The Village Blacksmith                  | 10     | Kaczor Donald                   | Carl Barks                 | Carl Barks                           | W WDC 239-01 | |
| 492 | 1960-09 |                                                                   | All At Sea                              | 17     | Sknerus McKwacz                 | Carl Barks                 | Carl Barks                           | W US 31-01   | |
| 493 | 1960-09 |                                                                   | The Secret Book                         | <1     | Sknerus McKwacz                 | Carl Barks                 | Carl Barks                           | W US 31-05   | |
| 494 | 1960-09 | Akwen Eldorado                                                    | Fishy Warden                            | 4      | Diodak                          | Carl Barks                 | Carl Barks                           | W US 31-02   | |
| 495 | 1960-09 |                                                                   | The Balmy Swami                         | 1      | Sknerus McKwacz                 | Carl Barks                 | Carl Barks                           | W US 31-06   | |
| 496 | 1960-09 | Sokoli Skok                                                       | The Fraidy Falcon                       | 10     | Kaczor Donald                   | Carl Barks                 | Carl Barks                           | W WDC 240-01 | |
| 497 | 1960-09 |                                                                   | Two-Way Luck                            | 9      | Sknerus McKwacz                 | Carl Barks                 | Carl Barks                           | W US 31-04   | |
| 498 | 1960-10 |                                                                   | Rocks to Riches                         | 10     | Kaczor Donald                   | Carl Barks                 | Carl Barks                           | W WDC 241-01 | |
| 499 | 1960-11 | Zrobiony w balona                                                 | Balloonatics                            | 10     | Kaczor Donald                   | Carl Barks                 | Carl Barks                           | W WDC 242-01 | |
| 500 | 1960-12 | Dżentelmen w każdym calu                                          | The Inventive Gentleman                 | 1      | Kaczka Daisy                    | Carl Barks                 | (?)                                  | W OS 1150-10 | |
| 501 | 1960-12 |                                                                   | Turnabout                               | 1      | Sknerus McKwacz                 | Carl Barks                 | (?)                                  | W US 32-07   | |
| 502 | 1960-12 |                                                                   | A Sticky Situation                      | 8      | Kaczka Daisy                    | Carl Barks                 | (?)                                  | W OS 1150-02 | |
| 503 | 1960-12 | Kto tu rządzi?                                                    | Ruling the Roost                        | 8      | Kaczka Daisy                    | Carl Barks                 | (?)                                  | W OS 1150-05 | |
| 504 | 1960-12 |                                                                   | That's No Fable!                        | 18     | Sknerus McKwacz                 | Carl Barks                 | Carl Barks                           | W US 32-01   | |
| 505 | 1960-12 |                                                                   | Friendly Enemy                          | 1      | Kaczka Daisy                    | Carl Barks                 | (?)                                  | W OS 1150-08 | |
| 506 | 1960-12 |                                                                   | The Homey Touch                         | <1     | Sknerus McKwacz                 | Carl Barks                 | (?)                                  | W US 32-05   | |
| 507 | 1960-12 | Pierścionek z brylantem                                           | Ring Leader Roundup                     | 6      | Kaczka Daisy                    | Carl Barks                 | (?)                                  | W OS 1150-03 | |
| 508 | 1960-12 |                                                                   | Daringly Different                      | 4      | Kaczka Daisy                    | Carl Barks                 | (?)                                  | W OS 1150-06 | |
| 509 | 1960-12 | Zmniejszaj, laleczko!                                             | That Small Feeling                      | 4      | Diodak                          | Carl Barks                 | Carl Barks                           | W US 32-02   | |
| 510 | 1960-12 |                                                                   | Undercover Girl                         | 1      | Kaczka Daisy                    | Carl Barks                 | (?)                                  | W OS 1150-09 | |
| 511 | 1960-12 |                                                                   | A Thrift Gift                           | 1      | Sknerus McKwacz                 | Carl Barks                 | Carl Barks                           | W US 32-06   | |
| 512 | 1960-12 |                                                                   | Turkey Trouble                          | 10     | Kaczor Donald                   | Carl Barks                 | Carl Barks                           | W WDC 243-01 | |
| 513 | 1960-12 |                                                                   | Small Fryers                            | 1      | Kaczka Daisy                    | Carl Barks                 | (?)                                  | W OS 1150-01 | |
| 514 | 1960-12 | Szczęściu na pomoc lub Za wiele szczęścia                         | Too Much Help                           | 4      | Kaczka Daisy                    | Carl Barks                 | Vic Lockman                          | W OS 1150-04 | |
| 515 | 1960-12 |                                                                   | False Flattery                          | <1     | Kaczka Daisy                    | Carl Barks                 | (?)                                  | W OS 1150-07 | |
| 516 | 1960-12 |                                                                   | Clothes Make the Duck                   | 7      | Sknerus McKwacz                 | Carl Barks                 | Carl Barks                           | W US 32-04   | |
| 517 | 1961-01 |                                                                   | Missile Fizzle                          | 10     | Kaczor Donald                   | Carl Barks                 | Carl Barks                           | W WDC 244-01 | |
| 518 | 1961-02 |                                                                   | The Training Farm Fuss                  | 7      | Babcia Kaczka                   | Carl Barks                 | Vic Lockman                          | W OS 1161-03 | |
| 519 | 1961-02 |                                                                   | The Whole Herd of Help                  | 8      | Babcia Kaczka                   | Carl Barks                 | (?)                                  | W OS 1161-01 | |
| 520 | 1961-02 | Ratunek dla ratownika                                             | The Reversed Rescue                     | 7      | Babcia Kaczka                   | Carl Barks                 | Vic Lockman                          | W OS 1161-04 | |
| 521 | 1961-02 | Droga do gwiazd                                                   | Sitting High                            | 10     | Kaczor Donald                   | Carl Barks                 | Carl Barks                           | W WDC 245-01 | |
| 522 | 1961-02 | Dzień, w którym zamarła farma                                     | The Day the Farm Stood Still            | 6      | Babcia Kaczka                   | Carl Barks                 | Vic Lockman                          | W OS 1161-02 | |
| 523 | 1961-03 |                                                                   | Billions in the Hole                    | 16     | Sknerus McKwacz                 | Carl Barks                 | Carl Barks                           | W US 33-02   | |
| 524 | 1961-03 |                                                                   | The Big Bobber                          | <1     | Sknerus McKwacz                 | Carl Barks                 | Carl Barks                           | W US 33-06   | |
| 525 | 1961-03 | Władca drzew                                                      | You can't win                           | 4      | Diodak                          | Carl Barks                 | Carl Barks                           | W US 33-03   | |
| 526 | 1961-03 |                                                                   | Thumbs Up                               | 1      | Sknerus McKwacz                 | Carl Barks                 | Carl Barks                           | W US 33-07   | |
| 527 | 1961-03 |                                                                   | Tree Trick                              | 1      | Sknerus McKwacz                 | Carl Barks                 | Carl Barks                           | W US 33-01   | |
| 528 | 1961-03 |                                                                   | Lost Frontier                           | 10     | Kaczor Donald                   | Carl Barks                 | Carl Barks                           | W WDC 246-01 | |
| 529 | 1961-03 |                                                                   | Bongo on the Congo                      | 10     | Sknerus McKwacz                 | Carl Barks                 | Carl Barks                           | W US 33-05   | |
| 530 | 1961-04 |                                                                   | The Madcap Mariner                      | 9      | Kaczor Donald                   | Carl Barks                 | Carl Barks                           | W WDC 247-01 | |
| 531 | 1961-05 |                                                                   | The Nose Knows                          | 1      | Diodak                          | Carl Barks                 | (?)                                  | W OS 1184-01 | |
| 532 | 1961-05 | Prawo pięści                                                      | Mighty But Miserable                    | 7      | Diodak                          | Carl Barks                 | (?)                                  | W OS 1184-06 | |
| 533 | 1961-05 |                                                                   | Mechanized Mess                         | 1      | Diodak                          | Carl Barks                 | (?)                                  | W OS 1184-10 | |
| 534 | 1961-05 | Nowy wspaniały Kaczogród                                          | Monsterville                            | 10     | Diodak                          | Carl Barks                 | (?)                                  | W OS 1184-02 | |
| 535 | 1961-05 |                                                                   | Brain-strain                            | 7      | Diodak                          | Carl Barks                 | (?)                                  | W OS 1184-07 | |
| 536 | 1961-05 |                                                                   | The Cube                                | 5      | Diodak                          | Carl Barks                 | Vic Lockman                          | W OS 1184-03 | |
| 537 | 1961-05 | Wybryki wycieczkowicza                                            | Terrible Tourist                        | 10     | Kaczor Donald                   | Carl Barks                 | Carl Barks                           | W WDC 248-01 | |
| 538 | 1961-05 | Stary element                                                     | The Old Timer                           | 1      | Diodak                          | Carl Barks                 | (?)                                  | W OS 1184-09 | |
| 539 | 1961-06 | Automobiliści                                                     | Chugwagon Derby                         | 9      | Sknerus McKwacz                 | Carl Barks                 | Carl Barks                           | W US 34-04   | |
| 540 | 1961-06 |                                                                   | Stranger than Fiction                   | 9      | Kaczor Donald                   | Carl Barks                 | Carl Barks                           | W WDC 249-01 | |
| 541 | 1961-06 |                                                                   | Mythtic Mystery                         | 14     | Sknerus McKwacz                 | Carl Barks                 | Carl Barks                           | W US 34-01   | |
| 542 | 1961-06 | Było wynalazców dwóch                                             | Wily Rival                              | 4      | Diodak                          | Carl Barks                 | Carl Barks                           | W US 34-02   | |
| 543 | 1961-07 | Młodzi sabotażyści                                                | Boxed-In                                | 10     | Kaczor Donald                   | Carl Barks                 | Carl Barks                           | W WDC 250-01 | |
| 544 | 1961-08 | Kacze szczęście                                                   | Duck Luck                               | 10     | Kaczor Donald                   | Carl Barks                 | Carl Barks                           | W WDC 251-01 | |
| 545 | 1961-09 |                                                                   | Fast Away Castaway                      | 4      | Diodak                          | Carl Barks                 | Carl Barks                           | W US 35-04   | |
| 546 | 1961-09 | Lwia paszcza                                                      | Gift Lion                               | 4      | Sknerus McKwacz                 | Carl Barks                 | Carl Barks                           | W US 35-05   | |
| 547 | 1961-09 | Opal, tort i szpaki lub Prywatny detektyw                         | Mr. Private Eye                         | 10     | Kaczor Donald                   | Carl Barks                 | Carl Barks                           | W WDC 252-01 | |
| 548 | 1961-09 |                                                                   | Poor Loser                              | 1      | Kaczor Donald                   | Carl Barks                 | Carl Barks                           | W DD 79-07   | |
| 549 | 1961-09 |                                                                   | The Golden Nugget Boat                  | 19     | Sknerus McKwacz                 | Carl Barks                 | Carl Barks                           | W US 35-02   | |
| 550 | 1961-10 | Pieskie życie, pieski zawód                                       | Hound Hounder                           | 10     | Kaczor Donald                   | Carl Barks                 | Carl Barks                           | W WDC 253-01 | |
| 551 | 1961-11 | Wołami do pracy                                                   | Buffaloed by Buffaloes                  | 4      | Diodak                          | Carl Barks                 | Carl Barks                           | W OS 1267-03 | |
| 552 | 1961-11 | Halloween po nowemu lub Święto duchów                             | Jet Witch                               | 10     | Kaczor Donald                   | Carl Barks                 | Carl Barks                           | W WDC 254-01 | |
| 553 | 1961-12 |                                                                   | Boat Buster                             | 10     | Kaczor Donald                   | Carl Barks                 | Carl Barks                           | W WDC 255-01 | |
| 554 | 1961-12 |                                                                   | The Midas Touch                         | 17     | Sknerus McKwacz                 | Carl Barks                 | Carl Barks                           | W US 36-01   | |
| 555 | 1961-12 | Chaos i zniszczenie                                               | Duckburg's Day of Peril                 | 4      | Diodak                          | Carl Barks                 | Carl Barks                           | W US 36-02   | |
| 556 | 1961-12 |                                                                   | Money Bag Goat                          | 6      | Sknerus McKwacz                 | Carl Barks                 | Carl Barks                           | W US 36-04   | |
| 557 | 1962-01 | Ach śpij, wujaszku lub Bezsenność                                 | The Sleepies                            | 1      | Sknerus McKwacz                 | Carl Barks                 | Carl Barks                           | W DD 81-09   | |
| 558 | 1962-01 | Zawód - latarnik                                                  | Northeaster on Cape Quack               | 10     | Kaczor Donald                   | Carl Barks                 | Carl Barks                           | W WDC 256-01 | |
| 559 | 1962-02 | Z kamerą wśród kaczorów                                           | Movie Mad                               | 10     | Kaczor Donald                   | Carl Barks                 | Carl Barks                           | W WDC 257-02 | |
| 560 | 1962-03 | Lot na księżyc                                                    | The Great Pop Up                        | 4      | Diodak                          | Carl Barks                 | Carl Barks                           | W US 37-04   | |
| 561 | 1962-03 | Walentynka za dychę                                               | Ten-Cent Valentine                      | 10     | Kaczor Donald                   | Carl Barks                 | Carl Barks                           | W WDC 258-01 | |
| 562 | 1962-03 | Złota myśl                                                        | The Windy Story                         | 1      | Sknerus McKwacz                 | Carl Barks                 | Carl Barks                           | W US 37-01   | |
| 563 | 1962-03 | Denna historia                                                    | Deep Down Doings                        | 9      | Sknerus McKwacz                 | Carl Barks                 | Carl Barks                           | W US 37-05   | |
| 564 | 1962-03 |                                                                   | Cave of Ali Baba                        | 16     | Sknerus McKwacz                 | Carl Barks                 | Carl Barks                           | W US 37-02   | |
| 565 | 1962-04 | Bezkrwawe łowy                                                    | Jungle Bungle                           | 10     | Kaczor Donald                   | Carl Barks                 | Carl Barks                           | W WDC 259-01 | |
| 566 | 1962-05 | Stały klient                                                      | Merry Ferry                             | 10     | Kaczor Donald                   | Carl Barks                 | Carl Barks                           | W WDC 260-02 | |
| 567 | 1962-06 |                                                                   | Monkey Business                         | 1      | Sknerus McKwacz                 | Carl Barks                 | Carl Barks                           | W US 38-01   | |
| 568 | 1962-06 | Znalazł się kupiec                                                | Much Luck McDuck                        | 7      | Sknerus McKwacz                 | Carl Barks                 | Carl Barks                           | W US 38-05   | |
| 569 | 1962-06 |                                                                   | Playmates                               | 1      | Sknerus McKwacz                 | Carl Barks                 | Carl Barks                           | W US 38-08   | |
| 570 | 1962-06 |                                                                   | Medaling Around                         | 10     | Kaczor Donald                   | Carl Barks                 | Carl Barks                           | W WDC 261-01 | |
| 571 | 1962-06 |                                                                   | The Unsafe Safe                         | 19     | Sknerus McKwacz                 | Carl Barks                 | Carl Barks                           | W US 38-02   | |
| 572 | 1962-06 |                                                                   | Collection Day                          | <1     | Sknerus McKwacz                 | Carl Barks                 | Carl Barks                           | W US 38-06   | |
| 573 | 1962-06 | Owoce niezgody                                                    | Madcap Inventors                        | 3      | Diodak                          | Carl Barks                 | Carl Barks                           | W US 38-04   | |
| 574 | 1962-06 |                                                                   | Seeing is Believing                     | 1      | Sknerus McKwacz                 | Carl Barks                 | Carl Barks                           | W US 38-07   | |
| 575 | 1962-07 |                                                                   | Rags To Riches                          | <1     | Sknerus McKwacz                 | Carl Barks                 | Carl Barks                           | W WDC 262-08 | |
| 576 | 1962-07 | Przez drogi i bezdroża                                            | Way Out Yonder                          | 10     | Kaczor Donald                   | Carl Barks                 | Carl Barks                           | W WDC 262-02 | |
| 577 | 1962-08 | Test na inteligencję                                              | The Candy Kid                           | 10     | Kaczor Donald                   | Carl Barks                 | Carl Barks                           | W WDC 263-01 | |
| 578 | 1962-09 | Kula                                                              | Tricky Experiment                       | 8      | Sknerus McKwacz                 | Carl Barks                 | Carl Barks                           | W US 39-05   | |
| 579 | 1962-09 |                                                                   | A Spicy Tale                            | 18     | Sknerus McKwacz                 | Carl Barks                 | Carl Barks                           | W US 39-02   | |
| 580 | 1962-09 |                                                                   | Art Appreciation                        | <1     | Sknerus McKwacz                 | Carl Barks                 | Carl Barks                           | W US 39-06   | |
| 581 | 1962-09 |                                                                   | Finny Fun                               | 4      | Diodak                          | Carl Barks                 | Carl Barks                           | W US 39-04   | |
| 582 | 1962-09 |                                                                   | Nest Egg Collector                      | 1      | Sknerus McKwacz                 | Carl Barks                 | Carl Barks                           | W US 39-07   | |
| 583 | 1962-09 | Kacza demolka                                                     | Master Wrecker                          | 10     | Kaczor Donald                   | Carl Barks                 | Carl Barks                           | W WDC 264-01 | |
| 584 | 1962-09 |                                                                   | Getting the Bird                        | 1      | Sknerus McKwacz                 | Carl Barks                 | Carl Barks                           | W US 39-01   | |
| 585 | 1962-10 | Szalony kruk                                                      | Raven Mad                               | 10     | Kaczor Donald                   | Carl Barks                 | Carl Barks                           | W WDC 265-02 | |
| 586 | 1962-11 | Zawód: leśnik                                                     | Stalwart Ranger                         | 10     | Kaczor Donald                   | Carl Barks                 | Carl Barks                           | W WDC 266-02 | |
| 587 | 1962-12 |                                                                   | Log Jockey                              | 10     | Kaczor Donald                   | Carl Barks                 | Carl Barks                           | W WDC 267-02 | |
| 588 | 1963-01 |                                                                   | Oddball Odyssey                         | 19     | Sknerus McKwacz                 | Carl Barks                 | Carl Barks                           | W US 40-02   | |
| 589 | 1963-01 |                                                                   | Christmas Cheers                        | 10     | Kaczor Donald                   | Carl Barks                 | Carl Barks                           | W WDC 268-02 | |
| 590 | 1963-01 | Listonosz skacze dwa razy                                         | Posthasty Postman                       | 4      | Diodak                          | Carl Barks                 | Carl Barks                           | W US 40-04   | |
| 591 | 1963-02 | Powód do dumy                                                     | A Matter of Factory                     | 10     | Kaczor Donald                   | Carl Barks                 | Carl Barks                           | W WDC 269-02 | |
| 592 | 1963-03 | Wielkie odśnieżanie                                               | Snow Duster                             | 4      | Diodak                          | Carl Barks                 | Carl Barks                           | W US 41-04   | |
| 593 | 1963-03 |                                                                   | The Status Seeker                       | 20     | Sknerus McKwacz                 | Carl Barks                 | Carl Barks                           | W US 41-02   | |
| 594 | 1963-03 | Dzień jemioły                                                     | The Jinxed Jalopy Race                  | 10     | Kaczor Donald                   | Carl Barks                 | Carl Barks                           | W WDC 270-01 | |
| 595 | 1963-04 | Historia pewnej transakcji                                        | A Stone’s Throw From Ghost Town         | 10     | Kaczor Donald                   | Carl Barks                 | Carl Barks                           | W WDC 271-01 | |
| 596 | 1963-05 |                                                                   | The Case of the Sticky Money            | 20     | Sknerus McKwacz                 | Carl Barks                 | Carl Barks                           | W US 42-02   | |
| 597 | 1963-05 |                                                                   | Wishful Excess                          | 1      | Sknerus McKwacz                 | Carl Barks                 | Carl Barks                           | W US 42-05   | |
| 598 | 1963-05 | Honor milionera                                                   | Dueling Tycoons                         | 1      | Sknerus McKwacz                 | Carl Barks                 | Carl Barks                           | W US 42-01   | |
| 599 | 1963-05 | Golono, strzyżono lub Fryzjer doskonały                           | Spare That Hair                         | 10     | Kaczor Donald                   | Carl Barks                 | Carl Barks                           | W WDC 272-01 | |
| 600 | 1963-05 | Zgubiona dziesięciocentówka                                       | Sidewalk of the Mind                    | 1      | Sknerus McKwacz                 | Carl Barks                 | Carl Barks                           | W US 42-07   | |
| 601 | 1963-06 | Europa w pięć dni                                                 | A Duck's-eye View of Europe             | 10     | Kaczor Donald                   | Carl Barks                 | Carl Barks                           | W WDC 273-01 | |
| 602 | 1963-07 |                                                                   | Gall of the Wild                        | 10     | Kaczor Donald                   | Carl Barks                 | Carl Barks                           | W WDC 274-01 | |
| 603 | 1963-07 |                                                                   | For Old Dime's Sake                     | 18     | Sknerus McKwacz                 | Carl Barks                 | Carl Barks                           | W US 43-01   | |
| 604 | 1963-08 |                                                                   | Crown of the Mayas                      | 21     | Sknerus McKwacz                 | Carl Barks                 | Carl Barks                           | W US 44-01   | |
| 605 | 1963-08 |                                                                   | The Invisible Intruder                  | 6      | Sknerus McKwacz                 | Carl Barks                 | Vic Lockman                          | W US 44-04   | |
| 606 | 1963-08 |                                                                   | Zero Hero                               | 10     | Kaczor Donald                   | Carl Barks                 | Carl Barks                           | W WDC 275-01 | |
| 607 | 1963-09 |                                                                   | Beach Boy                               | 10     | Kaczor Donald                   | Carl Barks                 | Carl Barks                           | W WDC 276-02 | |
| 608 | 1963-10 |                                                                   | The Duckburg Pet Parade                 | 10     | Sknerus McKwacz                 | Carl Barks                 | Carl Barks                           | W WDC 277-01 | |
| 609 | 1963-10 |                                                                   | Isle of Golden Geese                    | 23     | Sknerus McKwacz                 | Carl Barks                 | Carl Barks                           | W US 45-01   | |
| 610 | 1963-10 | Wożąc pana McKwacza                                               | The Travel Tightwad                     | 4      | Sknerus McKwacz                 | Carl Barks                 | Vic Lockman                          | W US 45-04   | |
| 611 | 1963-11 | Płetwy roztańczone                                                | Have Gun, Will Dance                    | 10     | Kaczor Donald                   | Carl Barks                 | Carl Barks                           | W WDC 278-02 | |
| 612 | 1963-12 |                                                                   | The Lemonade Fling                      | 5      | Sknerus McKwacz                 | Carl Barks                 | Vic Lockman                          | W US 46-04   | |
| 613 | 1963-12 |                                                                   | Lost Beneath the Sea                    | 22     | Sknerus McKwacz                 | Carl Barks                 | Carl Barks                           | W US 46-01   | |
| 614 | 1963-12 |                                                                   | Fireman Scrooge                         | 1      | Sknerus McKwacz                 | Carl Barks                 | Carl Barks                           | W US 46-05   | |
| 615 | 1963-12 |                                                                   | Once Upon A Carnival                    | 10     | Kaczor Donald                   | Carl Barks                 | Carl Barks                           | W WDC 279-01 | |
| 616 | 1963-12 | Malowany most                                                     | A Helper's Helping Hand                 | 4      | Diodak                          | Carl Barks                 | Carl Barks                           | W US 46-03   | |
| 617 | 1964-01 |                                                                   | Double Masquerade                       | 10     | Kaczor Donald                   | Chase Craig                | Carl Barks                           | W WDC 280-03 | |
| 618 | 1964-02 |                                                                   | The Thrifty Spendthrift                 | 20     | Sknerus McKwacz                 | Carl Barks                 | Carl Barks                           | W US 47-01   | |
| 619 | 1964-02 |                                                                   | Up and At It                            | <1     | Sknerus McKwacz                 | Carl Barks                 | Carl Barks                           | W US 47-06   | |
| 620 | 1964-02 |                                                                   | Feud and Far Between                    | 10     | Kaczor Donald                   | Carl Barks                 | Carl Barks                           | W WDC 281-02 | |
| 621 | 1964-02 |                                                                   | Man Versus Machine                      | 4      | Diodak                          | Carl Barks                 | Carl Barks                           | W US 47-03   | |
| 622 | 1964-02 |                                                                   | No Bargain                              | <1     | Sknerus McKwacz                 | Carl Barks                 | Carl Barks                           | W US 47-05   | |
| 623 | 1964-03 |                                                                   | Jonah Gyro                              | 4      | Diodak                          | Carl Barks                 | Carl Barks                           | W US 48-03   | |
| 624 | 1964-03 |                                                                   | Bubbleweight Champ                      | 10     | Sknerus McKwacz                 | Carl Barks                 | Carl Barks                           | W WDC 282-01 | |
| 625 | 1964-03 |                                                                   | The Many Faces of Magica de Spell       | 22     | Sknerus McKwacz                 | Carl Barks                 | Carl Barks                           | W US 48-01   | |
| 626 | 1964-04 | Piracka rewolucja                                                 | Cap'n Blight's Mystery Ship             | 10     | Kaczor Donald                   | Carl Barks                 | Carl Barks                           | W WDC 283-01 | |
| 627 | 1964-05 |                                                                   | The Loony Lunar Gold Rush               | 17     | Sknerus McKwacz                 | Carl Barks                 | Carl Barks                           | W US 49-01   | |
| 628 | 1964-07 |                                                                   | Rug Riders in the Sky                   | 16     | Sknerus McKwacz                 | Carl Barks                 | Carl Barks                           | W US 50-01   | |
| 629 | 1964-07 |                                                                   | The Olympian Torch Bearer               | 10     | Kaczor Donald                   | Carl Barks                 | Carl Barks                           | W WDC 286-01 | |
| 630 | 1964-08 |                                                                   | How green was my lettuce                | 15     | Sknerus McKwacz                 | Carl Barks                 | Carl Barks                           | W US 51-01   | |
| 631 | 1964-09 | Bohater wielkiej tamy                                             | Hero Of The Dike                        | 10     | Kaczor Donald                   | Carl Barks                 | Carl Barks                           | W WDC 288-01 | |
| 632 | 1964-09 |                                                                   | The Great Wig Mystery                   | 20     | Sknerus McKwacz                 | Carl Barks                 | Carl Barks                           | W US 52-01   | |
| 633 | 1964-10 | Wojna międzydomowa                                                | Unfriendly Enemies                      | 10     | Kaczor Donald                   | Carl Barks                 | Carl Barks                           | W WDC 289-02 | |
| 634 | 1964-10 |                                                                   | Interplanetary Postman                  | 15     | Sknerus McKwacz                 | Carl Barks                 | Carl Barks                           | W US 53-01   | |
| 635 | 1964-12 | Problemy z doręczaniem                                            | Delivery Dilemma                        | 10     | Kaczor Donald                   | Carl Barks                 | Carl Barks                           | W WDC 291-01 | |
| 636 | 1964-12 |                                                                   | Flowers Are Flowers                     | 1      | Sknerus McKwacz                 | Carl Barks                 | (?)                                  | W US 54-06   | |
| 637 | 1964-12 |                                                                   | The Billion Dollar Safari               | 20     | Sknerus McKwacz                 | Carl Barks                 | Carl Barks                           | W US 54-01   | |
| 638 | 1964-12 |                                                                   | Saved by the Bag!                       | 1      | Sknerus McKwacz                 | Carl Barks                 | Carl Barks                           | W US 54-04   | |
| 639 | 1965-01 |                                                                   | Instant Hercules                        | 10     | Kaczor Donald                   | Carl Barks                 | Carl Barks                           | W WDC 292-01 | |
| 640 | 1965-02 |                                                                   | Ticking Detector                        | 1      | Sknerus McKwacz                 | Carl Barks                 | Carl Barks                           | W US 55-04   | |
| 641 | 1965-02 |                                                                   | McDuck of Arabia                        | 24     | Sknerus McKwacz                 | Carl Barks                 | Carl Barks                           | W US 55-01   | |
| 642 | 1965-03 | Kaczki walczą na lodzie                                           | Duck Out Of Luck                        | 10     | Kaczor Donald                   | Carl Barks                 | Carl Barks                           | W WDC 294-01 | |
| 643 | 1965-03 |                                                                   | Mystery of the Ghost Town Railroad      | 24     | Sknerus McKwacz                 | Carl Barks                 | Carl Barks                           | W US 56-02   | |
| 644 | 1965-05 |                                                                   | The Bigger the Beggar                   | 1      | Sknerus McKwacz                 | Carl Barks                 | Carl Barks                           | W US 57-01   | |
| 645 | 1965-05 | Falowanie i spadanie                                              | Plummeting with Precision               | 1      | Sknerus McKwacz                 | Carl Barks                 | Carl Barks                           | W US 57-06   | |
| 646 | 1965-05 | Bagna Zapomnienia                                                 | The Swamp of No Return                  | 24     | Sknerus McKwacz                 | Carl Barks                 | Carl Barks                           | W US 57-02   | |
| 647 | 1965-05 | Z wężem w kieszeni                                                | Snake Take                              | 1      | Sknerus McKwacz                 | Carl Barks                 | Carl Barks                           | W US 57-07   | |
| 648 | 1965-05 |                                                                   | The Lock Out                            | 1      | Sknerus McKwacz                 | Carl Barks                 | Carl Barks                           | W US 57-04   | |
| 649 | 1965-06 |                                                                   | Million-Dollar Shower                   | 1      | Sknerus McKwacz                 | Carl Barks                 | Carl Barks                           | W WDC 297-07 | |
| 650 | 1965-06 | Małpi rozum                                                       | Monkey Business                         | 10     | Kaczor Donald                   | Carl Barks                 | (?)                                  | W WDC 297-01 | |
| 651 | 1965-07 |                                                                   | The Giant Robot Robbers                 | 20     | Sknerus McKwacz                 | Carl Barks                 | Carl Barks                           | W US 58-02   | |
| 652 | 1965-07 |                                                                   | Laundry for Less                        | 1      | Sknerus McKwacz                 | Carl Barks                 | (?)                                  | W US 58-03   | |
| 653 | 1965-07 | Kraksa                                                            | Long Distance Collision                 | 1      | Sknerus McKwacz                 | Carl Barks                 | (?)                                  | W US 58-07   | |
| 654 | 1965-09 |                                                                   | North of the Yukon                      | 24     | Sknerus McKwacz                 | Carl Barks                 | Carl Barks                           | W US 59-01   | |
| 655 | 1965-09 |                                                                   | The Mummy's Ring                        | 3      | Kaczor Donald                   | Carl Barks                 | Carl Barks                           | W USDD 1-03  | |
| 656 | 1965-11 |                                                                   | The Phantom of Notre Duck               | 24     | Sknerus McKwacz                 | Carl Barks                 | Carl Barks                           | W US 60-01   | |
| 657 | 1966-01 |                                                                   | Wasted Words                            | 1      | Sknerus McKwacz                 | Carl Barks                 | (?)                                  | W US 61-01   | |
| 658 | 1966-01 | Jak z bajki                                                       | Top Wages                               | 1      | Sknerus McKwacz                 | Carl Barks                 | (?)                                  | W US 61-06   | |
| 659 | 1966-01 |                                                                   | So Far and No Safari                    | 24     | Sknerus McKwacz                 | Carl Barks                 | Carl Barks                           | W US 61-02   | |
| 660 | 1966-01 | To papier i to papier                                             | It Happened One Winter                  | 1      | Sknerus McKwacz                 | Carl Barks                 | Carl Barks                           | W US 61-07   | |
| 661 | 1966-01 |                                                                   | Down for the Count                      | 1      | Sknerus McKwacz                 | Carl Barks                 | (?)                                  | W US 61-03   | |
| 662 | 1966-03 |                                                                   | The Queen of the Wild Dog Pack          | 24     | Sknerus McKwacz                 | Carl Barks                 | Carl Barks                           | W US 62-02   | |
| 663 | 1966-05 |                                                                   | House of Haunts                         | 24     | Sknerus McKwacz                 | Carl Barks                 | Carl Barks                           | W US 63-02   | |
| 664 | 1966-05 | Uroda pewnego interesu                                            | The Beauty Business                     | 10     | Kaczor Donald i Kaczka Daisy    | Carl Barks                 | Carl Barks                           | W WDC 308-06 | |
| 665 | 1966-07 |                                                                   | Treasure of Marco Polo                  | 24     | Sknerus McKwacz                 | Carl Barks                 | Carl Barks                           | W US 64-02   | |
| 666 | 1966-09 | Mikrokaczki nie z tej Ziemi                                       | Micro-Ducks from Outer Space            | 24     | Sknerus McKwacz                 | Carl Barks                 | Carl Barks                           | W US 65-01   | |
| 667 | 1966-09 | Poeci oceanów                                                     | The Not-so-Ancient Mariner              | 10     | Kaczor Donald i Kaczka Daisy    | Carl Barks                 | Carl Barks                           | W WDC 312-01 | |
| 668 | 1966-11 |                                                                   | The Heedless Horseman                   | 24     | Sknerus McKwacz                 | Carl Barks                 | Carl Barks                           | W US 66-02   | |
| 669 | 1967-03 | Kaczory kontra trytony                                            | Hall of the Mermaid Queen               | 24     | Sknerus McKwacz                 | Carl Barks                 | Carl Barks                           | W US 68-02   | |
| 670 | 1967-05 |                                                                   | The Cattle King                         | 24     | Sknerus McKwacz                 | Carl Barks                 | Carl Barks                           | W US 69-02   | |
| 671 | 1967-07 |                                                                   | The Doom Diamond                        | 24     | Sknerus McKwacz                 | Carl Barks                 | Carl Barks                           | W US 70-02   | |
| 672 | 1967-10 |                                                                   | King Scrooge the First                  | 21     | Sknerus McKwacz                 | Tony Strobl                | Carl Barks                           | W US 71-01   | |
| 673 | 1968-01 |                                                                   | Pawns of the Loup Garou                 | 21     | Kaczor Donald                   | Tony Strobl                | Carl Barks                           | W DD 117-01  | |
| 674 | 1968-11 |                                                                   | The Dainty Daredevil                    | 8      | Kaczka Daisy                    | Carl Barks                 | (?)                                  | W WDCD 5-12  | |
| 675 | 1969-07 |                                                                   | Officer For A Day                       | 14     | Kaczor Donald                   | Tony Strobl                | Carl Barks                           | W DD 126-01  | |
| 676 | 1970-07 |                                                                   | Peril of the Black Forest               | 14     | Młodzi Skauci                   | John Carey                 | Carl Barks                           | W JW 6-01    | |
| 677 | 1970-07 |                                                                   | Life Savers                             | 5      | Młodzi Skauci                   | Tony Strobl                | Carl Barks                           | W JW 6-03    | |
| 678 | 1970-10 |                                                                   | Whale of a Good Deed                    | 17     | Młodzi Skauci                   | John Carey                 | Carl Barks                           | W JW 7-01    | |
| 679 | 1971-01 |                                                                   | Let Sleeping Bones Lie                  | 14     | Młodzi Skauci                   | John Carey                 | Carl Barks                           | W JW 8-01    | |
| 680 | 1971-01 |                                                                   | Bad Day for Troop 'A'                   | 6      | Młodzi Skauci                   | Tony Strobl                | Carl Barks                           | W JW 8-03    | |
| 681 | 1971-04 |                                                                   | Looter of the Lake                      | 13     | Młodzi Skauci                   | John Carey                 | Carl Barks                           | W JW 9-01    | |
| 682 | 1971-07 |                                                                   | Bottled Battlers                        | 12     | Młodzi Skauci                   | Tony Strobl                | Carl Barks                           | W JW 10-02   | |
| 683 | 1971-07 |                                                                   | Maple Sugar Time (How Sweet It Is!)     | 13     | Młodzi Skauci                   | Tony Strobl                | Carl Barks                           | W JW 10-01   | |
| 684 | 1971-07 |                                                                   | A Day in a Duck's Life                  | 13     | Kaczor Donald                   | Kay Wright                 | Carl Barks                           | W DD 138-01  | |
| 685 | 1971-10 |                                                                   | Traitor in the Ranks                    | 13     | Młodzi Skauci                   | Tony Strobl                | Carl Barks                           | W JW 11-01   | |
| 686 | 1971-10 |                                                                   | Eagle Savers                            | 12     | Młodzi Skauci                   | Kay Wright                 | Carl Barks                           | W JW 11-02   | |
| 687 | 1972-01 |                                                                   | Hound of the Moaning Hills              | 13     | Młodzi Skauci                   | Kay Wright                 | Carl Barks                           | W JW 12-01   | |
| 688 | 1972-01 |                                                                   | Storm Dancers                           | 12     | Młodzi Skauci                   | Kay Wright                 | Carl Barks                           | W JW 12-02   | |
| 689 | 1972-03 |                                                                   | Gold of the '49ers                      | 12     | Młodzi Skauci                   | Kay Wright                 | Carl Barks                           | W JW 13-02   | |
| 690 | 1972-03 |                                                                   | The Day the Mountain Shook              | 13     | Młodzi Skauci                   | Kay Wright                 | Carl Barks                           | W JW 13-01   | |
| 691 | 1972-05 |                                                                   | Duckmade Disaster                       | 13     | Młodzi Skauci                   | Kay Wright                 | Carl Barks                           | W JW 14-01   | |
| 692 | 1972-07 |                                                                   | Wailing Whalers                         | 18     | Młodzi Skauci                   | Kay Wright                 | Carl Barks                           | W JW 15-01   | |
| 693 | 1972-09 |                                                                   | Where There’s Smoke                     | 16     | Młodzi Skauci                   | Kay Wright                 | Carl Barks                           | W JW 16-01   | |
| 694 | 1972-11 |                                                                   | Be Leery of Lake Eerie                  | 16     | Młodzi Skauci                   | Kay Wright                 | Carl Barks                           | W JW 17-01   | |
| 695 | 1973-03 |                                                                   | Teahouse of the Waggin' Dragon          | 17     | Młodzi Skauci                   | Kay Wright                 | Carl Barks                           | W JW 19-01   | |
| 696 | 1973-05 |                                                                   | New Zoo Brews Ado                       | 17     | Młodzi Skauci                   | Kay Wright                 | Carl Barks                           | W JW 20-01   | |
| 697 | 1973-07 |                                                                   | Music Hath Charms                       | 16     | Młodzi Skauci                   | Kay Wright                 | Carl Barks                           | W JW 21-01   | |
| 698 | 1973-09 |                                                                   | The Phantom Joker                       | 15     | Młodzi Skauci                   | Kay Wright                 | Carl Barks                           | W JW 22-01   | |
| 699 | 1973-11 |                                                                   | Hark, Hark, The Ark                     | 15     | Młodzi Skauci                   | Kay Wright                 | Carl Barks                           | W JW 23-01   | |
| 700 | 1974-03 |                                                                   | Captains Outrageous                     | 15     | Młodzi Skauci                   | Kay Wright                 | Carl Barks                           | W JW 25-01   | |
| 701 | 1974-11 | Kaczor mleczarz                                                   | The Milkman Story                       | 10     | Kaczor Donald                   | Carl Barks                 | Carl Barks                           | CS WDC 215   | |
| 702 | 1976    | Kolędnicy                                                         | Silent Night                            | 9      | Kaczor Donald                   | Carl Barks                 | Carl Barks                           | CS WDC 64    | |
| 703 | 1978-02 | Cukierek albo psikus                                              | Trick or Treat                          | 10     | Kaczor Donald                   | Carl Barks                 | Carl Barks                           | CS DD 26     | |
| 704 | 1984-03 |                                                                   | Hang Gliders Be Hanged!                 | 10     | Kaczor Donald                   | Vicar                      | Carl Barks, Tom Anderson             | D 6886       | |
| 705 | 1984-04 | Lepiej być młodym, zdrowym i bogatym                              | Go Slowly, Sands Of Time                | 10     | Sknerus McKwacz                 | Vicar                      | Carl Barks, Tom Anderson             | D 6856       | |
| 706 | 1990-02 | Szczurołap z Kaczogrodu lub Myszołap z Kaczogrodu                 | The pied piper of Duckburg              | 8      | Diodak                          | Carl Barks, Don Rosa       | Carl Barks, Don Rosa                 | H 89174      | |
| 707 | 1992-10 |                                                                   | Sta' in guardia dal Lago di Guarda      | 16     | Młodzi Skauci (niewymienieni)   | Giovan Battista Carpi      | Carl Barks                           | I WDP 2-B    | |
| 708 | 1994-10 | Tyle waży koń trojański                                           | Horsing Around With History             | 24     | Sknerus McKwacz                 | William Van Horn           | Carl Barks                           | D 94003      | |
| 709 | 1996-12 | Silny jak kaczor lub Superkaczka                                  | The Mighty Duck                         | 11     | Kaczor Donald                   | Shirō Shirai               | Carl Barks, Shirō Shirai             | D/N 96007    | |
| 710 | 1999-05 | Ryby, ryby wszędzie                                               | Something Fishy                         | 12     | Sknerus McKwacz                 | Miguel Fernandez Martinez  | Carl Barks, Keizō Kawade             | D/N 98002    | |
| 711 | 2000-11 |                                                                   | Somewhere in Nowhere                    | 28     | Kaczor Donald                   | Pat Block                  | Carl Barks, John Lustig              | I TES 3-1    | |
| 712 | 2004-03 | Fajna fucha                                                       | Powerplay On Killmotor Hill             | 20     | Sknerus McKwacz                 | Massimo Fecchi             | Carl Barks, Geoffrey Blum            | D/D 2001-006 | |